# ミント!
『ミント!』（英語: Mint!）は、毎日放送（MBSテレビ）で2019年4月1日から関西ローカルで放送されていた報道・情報番組。放送時間は基本として、毎週月曜日 - 金曜日の15:49 - 19:00）で、17:50 - 18:15（いずれもJST）に『Nスタ』（TBSテレビ制作）の平日版第2部（JNN全国ニュースパート）を内包していた。
なお、関西ローカルパートのうち、「Newsミント!」（ローカルニュース）以外のパートは2021年3月5日（金曜日）で終了。「Newsミント!」については、3月8日（月曜日）から3月26日（金曜日）まで、単独番組として放送を続けていた（詳細後述）。

## 概要
関西地区では2019年3月22日（金曜日）まで平日の13:55 - 17:50に2部構成で放送された 情報番組『ちちんぷいぷい』の第2部（関西ローカルパート＝15:50 - 17:50）と、同年3月29日（金曜日） で放送を終了した平日夕方の関西ローカル向け報道番組『VOICE』のレギュラー放送枠（18:15 - 19:00）を統合させることを軸に誕生した関西ローカル向けの生放送番組。同年3月まで『ちちんぷいぷい』でサブキャスターやリポーターを務めてきた大吉洋平がメインキャスター（MC）、同番組のメインパーソナリティ（総合司会）を経て『VOICE』の最後期でニュースキャスターを務めた西靖（いずれも当時毎日放送アナウンサー）が関西ローカルニュースのキャスターを担当している。2008年に毎日放送に入社した大吉は、入社11年目で初めて、単独でテレビ番組のレギュラーMC（総合司会）を任された。
当番組のキャッチフレーズは、「行って、聞いて、やってミント分からない」。番組名のミント（Mint!）には、「みんと」（「～してみないと」）や「見んと」（「見ないといけない」）といった関西弁、「ニュースや情報を丁寧かつ多角的に伝えることによって、ミントの爽やかな風味さながらに、視聴者の疑問がスーッと解けるような番組」という方向性 を重ねている。
放送開始時間については、放送初年度（2019年度）から基本として15:49に設定。この時刻は、2019年度に在阪民放4局（毎日放送・朝日放送テレビ・関西テレビ・読売テレビ）が平日の夕方にレギュラーで編成していた報道・情報番組で最も早かった。
ちなみに毎日放送では、2019年3月28日まで『Nスタ』（TBSテレビ制作）の平日版第2部（JNN全国ニュースパート＝17:50 - 18:15）を単独番組として編成してきた（後述する期間を除く）。当番組では、『Nスタ』の平日版から、第2部のJNN全国ニュースパートを当該時間帯に内包させた。関西ローカルパートでは、本編の大半を毎日放送本社（大阪市北区茶屋町）M館の「ライブセンター」（生放送への対応や報道・制作両局間の連携を強化する目的で2019年1月から2階で稼働中の「情報フロア」）、16:30 - 17:10の時間帯にM館6階の「ニューススタジオ」 から「Newsミント!」（『VOICE』の系譜を踏襲するニュースコーナー）と報道系の企画（『VOICE』でも放送されていた「憤懣本舗」「真相R」など）を放送している。
その一方で、『ちちんぷいぷい』の第2部で放送されてきたロケコーナーの一部を18時台の日替わり企画枠で事実上継続（または復活）させたほか、「ぷいぷい with Tigers」（2016 - 2018年度の日本プロ野球シーズンを中心に第2部で編成していた阪神タイガースの応援・情報コーナー）を月曜日の「ぶち破れ!私　藤林虎子になります!!」（西や大吉の後輩アナウンサー・藤林温子がロケ取材とスタジオ進行を担当する企画）で継承。『VOICE』を放送していた18時台（『Nスタ』第2部直後のパート）では、スポーツニュース・芸能情報 をストレートニュースに組み込んだり、本編のエンディングに続いて「おおきくなったらなにになりたい?」（かつて『ちちんぷいぷい』の金曜日でも放送された児童へのインタビュー企画）を放送したりするなど、『VOICE』時代と一線を画していた。
「Newsミント!」を基本として16:30 - 17:10に編成している関係で、番組の開始から半年間（9月27日まで）は、18時台のニュースをフラッシュニュース方式で伝えるだけにとどめていた。翌週30日からは、出演者や17時台（「Newsミント!」と『Nスタ』第2部の合間のパート）の企画の一部を変更するとともに、18時台のニュースを「今日のニュース　大事なトコロに赤えんぴつ」というコーナーに拡充した。
2020年4月改編では、「藤林虎子」名義の企画が「あしたのために　フレ!フレ!スポーツ」（『ちちんぷいぷい』内に新設のスポーツ応援コーナーで当初の名称は「嗚呼!花の応援マン2020」）の金曜枠に移動。18時台で「大事なトコロに赤えんぴつ」に続いて放送されていた日替わり企画のうち、木・金曜分の事前収録企画を一新した。その一方で、女性のオリンピアンを火曜日に週替わりでパネラーに招くなど、『ちちんぷいぷい』と共にスポーツ関連企画・情報の充実を図った。
その一方で、日本国内では同年の初頭から新型コロナウイルスの感染が拡大。『ちちんぷいぷい』については、他のTBS系列局で唯一（2019年4月1日以降は全編）同時ネットを続けてきた宮崎放送が2020年3月27日（金曜日）放送分でネットを離脱したことに伴って、30日（月曜日）から関西ローカル番組としての編成を5年半振りに復活させた。このような事情から、毎日放送では4月改編（3月30日）から、平日午後 - 夕方帯（13:55 - 19:00の5時間5分）のうち（当番組に内包している『Nスタ』全国ニュースパートの25分間を除く）4時間40分を関西ローカル向けの生放送ゾーンとして編成している。さらに、4月20日（月曜日）から5月29日（金曜日）まで当番組と『ちちんぷいぷい』の放送枠を暫定的に合体。『おうちにいようよ ちちんぷいぷい&ミント!』として、放送時間を13:55 - 19:00に拡大した（詳細後述、5月25日＝月曜日以降は『あしたのために　ちちんぷいぷい&ミント!』というタイトルで放送）。6月1日（月曜日）から、両番組の放送枠を再び分離したうえで、当番組のスタジオセットから単体での生放送を再開。再開当初は『あしたのために - 』終了時点で放送していたコーナーの一部を暫定的に引き継いでいたほか、7月10日（金曜日）までは、『ちちんぷいぷい』と共通のコンセプトとして「あしたのために（5時間生放送）」を掲げていた（詳細後述）。
しかし、視聴率は『キャスト』（朝日放送テレビ）、『報道ランナー』（関西テレビ）、『かんさい情報ネットten.』（読売テレビ）といった裏番組に競り負ける日が増え、テレビ大阪を除くと、NHK大阪放送局が18時台に放送する裏番組『ニュースほっと関西』 との最下位争いに甘んじてしまった。

### 放送開始までの経緯
毎日放送では、1999年10月11日から『ちちんぷいぷい』、2000年10月2日から『VOICE』を相次いで編成。関西ローカル番組として始まった『ちちんぷいぷい』については、2014年度下半期から一部のTBS系列局による同時ネットが相次いだため、第1部（同時ネットパート＝基本として13:55 - 15:50）と第2部（前述）による2部構成を採ってきた。
もっとも、両番組がリニューアルを重ねるにつれて、企画・人材の交流や取材テーマの共通化が進行。国政選挙投・開票日の20時前から深夜にかけて放送されるTBSテレビ制作のJNN開票特別番組では、2000年6月25日執行の第42回衆議院議員総選挙を皮切りに、両番組の共同制作・共同取材による関西ローカル向けの差し替え体制が定着していた。2018年7月23日（月曜日）から27日（金曜日）までの5日間は、当時のネット局（北海道放送・南日本放送・宮崎放送）での同時ネットを続けながら、両番組の放送枠を合体させた合同特別番組『ちちんぷいぷい×VOICE みんなでとびだせっ! 夏の5時間ぶち抜きスペシャル』を放送した。ちなみに、『Nスタ・第2部』の全国パート（17:50 - 18:15）については、この期間に限って『ちちんぷいぷい×VOICE - 』に内包させていた。
その一方で、毎日放送本社のM館では、2019年1月28日（月曜日）放送分の『ちちんぷいぷい』から「ライブセンター」の運用を開始。ライブセンターの完成披露を兼ねて18日（金曜日）に同センターで開かれた当時の社長・三村景一による記者会見では、同年4月から、「（平日）14  - 19 時（の時間帯）をトータルに捉える」方向でテレビ番組を編成する方針が示された。当番組の放送開始はこの方針の一環で、本編と『ちちんぷいぷい』のスタジオセットを「ライブセンター」へ並置するとともに、同センターの機能や中継体制を活用。全曜日で生中継を実施しながら、夕方に急遽開かれる記者会見などへ柔軟に対応させる。
なお、2010年度からレギュラーの放送枠を平日の18:15 - 19:00に固定してきた『VOICE』は、当番組の開始を機に終了。この終了によって、近畿広域圏が放送対象地域に当たる地上波民放テレビ4局（毎日放送、朝日放送テレビ、関西テレビ、読売テレビ）が平日の夕方にレギュラーで放送する関西ローカル向けのワイドニュースはすべて、「放送開始時刻を16:47より前に設定したうえで、全国と関西のニュースを内包する生ワイド番組」として編成されるようになった。毎日放送で平日の夕方にテレビで放送される関西ローカルニュースを、単独番組ではなく別の自社制作番組にレギュラーで内包する編成は、1976年1月5日（月曜日）に『MBSナウ』（『VOICE』の前身番組）としてローカルワイドニュースのレギュラー編成を開始して以来初めてであった。
また、毎日放送が当番組とは別の曜日・時間帯に関西ローカルで放送する報道特別番組（地方選挙の開票特別番組など）については、当番組の開始を機に「Newsミント!」の特別番組として編成していた。

### 『ちちんぷいぷい』との関係
2019年10月11日（金曜日）で放送開始から20周年に達した『ちちんぷいぷい』については、当番組の放送開始後も、南日本放送・宮崎放送との同時ネット番組として当番組の前枠で放送を継続（南日本放送のみ同年9月26日＝木曜日放送分でネット終了）。放送枠を上記の第1部とほぼ同じ時間帯（13:55 - 15:49）にまで短縮したほか、「Today's VOICE」名義で西が担当してきたニュースコーナーを（重大ニュース・自然災害 が発生している場合を除いて）廃止するなど、改編前より報道色を薄めた情報番組として再スタートを切った。また、大吉・西以外にも、レギュラー出演者の半数前後が当番組へ異動。国政選挙の開票特別番組では、当番組ベースの『ミント!選挙スペシャル』を差し替え枠（関西ローカルパート）に充てていた（詳細後述）。
編成上は『ちちんぷいぷい』と別の番組として扱われているが、当番組開始前からの『ちちんぷいぷい』レギュラー陣の一部（ロザンの宇治原史規・菅広文や気象予報士の広瀬駿・前田智宏）は、出演日に基本として当番組にも登場。MBSテレビで年に1回ダイジェスト番組を放送する吉本陸上競技会では、番組対抗の要素を含むチーム対抗戦へ移行した第18回大会（2018年）に『ちちんぷいぷい』単独の駅伝チームを初めて組んだことを皮切りに、第19回大会（2019年）から当番組との合同チーム（「『ちちんぷいぷい』&『ミント!』チーム」）として駅伝に参加していた。さらに、『ちちんぷいぷい×VOICE - 』と同様に、当番組と『ちちんぷいぷい』の共同企画による特別番組を随時放送。『ミント!選挙スペシャル』のように、両番組のレギュラー陣から、一部の人物が当番組本編のスタジオセットへ登場することもあった。
同年8月5日（月曜日）から9日（金曜日）までの5日間は、当番組と『ちちんぷいぷい』の合同企画による「夏休みウィーク」として放送。『ちちんぷいぷい』では、ネット局でも前半（2時間分）を放送していた『ちちんぷいぷい×VOICE - 』から一転して、この期間のみ南日本放送・宮崎放送での同時ネットを休止した（詳細後述）。
MBSテレビの2020年4月改編では、当番組も『ちちんぷいぷい』も、放送曜日や放送枠が変更されなかった。また、改編前まで木曜日の『ちちんぷいぷい』にのみ出演していた福本容子（毎日新聞東京本社論説委員）が、火曜日のロザンと同様のパターンで当番組にも登場。その一方で、当番組の開始を機に『ちちんぷいぷい』から異動してきたレギュラーアナウンサーのうち、藤林と三ツ廣政輝（フィールドキャスター）が「嗚呼!花の応援マン2020」担当として『ちちんぷいぷい』のレギュラー陣へ復帰した。ただし、三ツ廣は同年10月改編から、『ちちんぷいぷい』との兼務扱いで当番組へのレギュラー出演を再開していた。
同年4月20日（月曜日）から5月29日（金曜日）まで放送された『おうちにいようよ（→あしたのために） ちちんぷいぷい&ミント!』については、当番組をベースに、『ちちんぷいぷい』と共同で制作。関西ローカルパートでは、「Newsミント!」を『VOICE』時代の時間帯へ暫定的に組み込んでいるほか、他の時間帯で当番組のスタジオセット、音楽、テロップを使用している。また、水 - 金曜日にMCを務める大吉をはじめ、生放送パートへの出演者の大半を当番組のレギュラー陣で賄っていた。
同年の8月中旬には、阪神甲子園球場で「2020年甲子園高校野球交流試合」（新型コロナウイルス感染拡大の影響で中止された第92回選抜高等学校野球大会への出場内定32校による招待試合）のインターネット向けライブ配信を毎日放送グループで実施すること に伴って、当番組と『ちちんぷいぷい』で「みんなの甲子園」名義の交流試合関連コーナーを放送。『ちちんぷいぷい』では開幕前（7月31日 - 8月7日）に「フレ!フレ!スポーツ　みんなの甲子園」（関西地方から招待された6校への取材企画）、当番組では大会期間中（8月10日 - 12日の前半→13日・14日の予備日→最終日の17日）の「大事なトコロに赤えんぴつ」に「みんなの甲子園」の速報版を組み込んだ（放送上のタイトルは「みんなの甲子園×大事なトコロに赤えんぴつ」）。なお、10日から14日までの5日間は、『ちちんぷいぷい&ミント!夏休みウィーク 夏の自由すぎ研究』（『ちちんぷいぷい』との合同特別番組）として編成。『おうちにいようよ（→あしたのために）』に続いて『ちちんぷいぷい』の放送枠を合体させたほか、両番組のレギュラー陣が対決する5日間共通の特別企画として、「ちちんぷいぷいvsミント! クイズ王伊沢拓司の自由すぎクエスチョン!」を放送している。

### 『ちちんぷいぷい』と共に終了
2020年11月16日（月曜日）に、毎日放送が2021年3月末で当番組と『ちちんぷいぷい』の終了を予定していることが一部で報じられた。同局の同年4月改編に関する『スポーツニッポン』（大阪本社発行版）での報道によれば、『ちちんぷいぷい』の放送枠で『ゴゴスマ』（CBCテレビ制作）の常時ネットを実施するほか、自社制作・大吉のMCによる関西ローカル向けの報道番組を平日の夕方帯で新たに編成するとされていた。
1959年3月1日からテレビ・ラジオ放送事業の兼営体制を続けてきた毎日放送では、2021年4月1日にラジオ放送事業の分社化を控えていたが、上記の報道に対しては2020年内に正式なコメントを出さなかった。当番組でも、報道が出た当日から、「Newsミント!」を除く関西ローカルパートのリニューアル（大半のコーナー・企画の放送順の大幅な入れ替え）を実施。18時台の関西ローカルパートでは、開始当初に比べてバラエティ色が薄れている日替わり企画枠と「ナゼトキ」（2019年9月30日から17時台で放送されていた情報系の調査取材企画）枠を交換することによって、レギュラー編成時・特別編成時とも『VOICE』時代に近いフォーマット（ローカルニュース+天気予報+調査取材企画）へ事実上統一された。
しかし、毎日放送社長の三村景一が2021年1月20日（水曜日）の年始記者会見で同年4月改編の概要を発表した際に、当番組の本編を3月5日・『ちちんぷいぷい』を12日（いずれも金曜日）で終了させることに言及。15日から『ちちんぷいぷい』の放送枠で『ゴゴスマ』の同時ネット、29日（いずれも月曜日）から『ゴゴスマ』に続いて『よんチャンTV』（よんチャンテレビ）という自社制作番組の放送を開始することを初めて明らかにした。この会見を受けて、当番組でも翌日（1月21日＝木曜日）のエンディングで、大吉が3月での放送終了を初めて伝えている。
三村は上記の会見で、当番組と『ちちんぷいぷい』を一斉に終了させるに至った経緯も説明。前述したラジオ放送事業の分社化（法人としての毎日放送のテレビ単営局化）を控えていることを念頭に、前年（2020年）からの新型コロナウイルス感染拡大の影響で毎日放送グループ全体の収益が急速に悪化していることに言及しながら、「収益構造を改善すべく（感染が拡大するまで）『当たり前』とされていた（が2021年の初頭までに『当たり前』でなくなった）こと（テレビ放送部門の番組編成など）を全て見直した結果、当番組と『ちちんぷいぷい』の時間帯を『更地』にしたうえで、新しい番組を放送することに決めた」と説明している。ちなみに、『ちちんぷいぷい』が（他局との同時ネット時代を含めて）21年半近くにわたって放送されたのに対して、（「Newsミント!」を除く）当番組関西ローカルパートの放送期間は2年にも満たなかった。
当番組本編の終了翌週（3月8日から12日までの5日間）には、当番組の放送枠のうち、16・17時台を「ちちんぷいぷい フィナーレウィーク」（12日の最終回に向けた特別番組シリーズ）に編入。『ゴゴスマ』の同時ネットを開始する3月15日から26日（金曜日）までの2週間は、編成上の暫定措置として、『Nスタ』の同時ネット枠を単独番組扱いで15:49 - 18:15（26日のみ - 17:45）に拡大していた。
『Newsミント!』は3月8日から26日まで、単独番組として18時台（25日までは18:15 - 19:00、26日のみ17:45 - 18:30）で放送を継続。第93回選抜高等学校野球大会が開幕した19日（金曜日）からは、26日までの試合開催日に「速報! みんなの甲子園」を組み込んでいた。もっとも、平日夕方のローカルニュースとしての放送期間は2年で、『MBSナウ』（24年9ヶ月）や『VOICE』（18年半）を大幅に下回っている。なお、各種番組表では3月5日のレギュラー放送最終日には最終回であることを示す「終」のマークが付与されていなかったが、『Newsミント!』としての最終回が放送された同月26日は「終」のマークが付与された。
翌週29日から放送を開始した『よんチャンTV』は、毎日放送のテレビ制作局と報道局が共同で制作する体制を、当番組や『ちちんぷいぷい』から踏襲。『ちちんぷいぷい』木・金曜日MCの河田直也（同局アナウンサー）が全曜日の「メインパーソナリティ」（総合司会）、当番組MCの大吉がニュースキャスター、『VOICE』と「Newsミント!」で7年間にわたってニュースキャスターを務めた西靖がアナウンス職のまま木曜日に「ニュース解説」を担当している。もっとも、毎日放送は4月1日付の社内組織改編で、当番組や『ちちんぷいぷい』を共同で制作してきたテレビ報道局・テレビ制作局・スポーツ局を「報道情報局」と「制作スポーツ局」（いずれも新設）に再編した。このような事情から、『よんチャンTV』では報道情報局が制作を担当している。

## 放送時間
- 毎週月曜日 - 金曜日15:49 - 19:00（JST）
  - 単独番組としての『Newsミント!』については後述

## タイムテーブル
番組開始の直後から構成を随時変更したことから、放送最終週（2021年3月第1週）の構成のみ記載。

太字のコーナータイトルは放送で実際に使用（◎のコーナーは天気予報）。パート名は便宜上記載。全編生放送のため、時刻は目安。

| 第1部（15:49 - 16:30＝「ライブセンター」から放送）                            | 第1部（15:49 - 16:30＝「ライブセンター」から放送） | 第1部（15:49 - 16:30＝「ライブセンター」から放送） | 第1部（15:49 - 16:30＝「ライブセンター」から放送） |
| 時刻                                                                          | 曜日                                               | コーナー名                                         | 備考 |
| ----------------------------------------------------------------------------- | -------------------------------------------------- | -------------------------------------------------- | --- |
| 15:49.00                                                                      | 月 - 金曜                                          | オープニング →特集                                 | オープニングムービーに続いて、大吉が当日出演のアシスタント・「ニュース解説者」・スタジオパネラー・スタジオゲストを紹介。その後で、有識者・専門家を交えながらの解説企画、毎日放送報道局の記者による生中継リポート、大吉・アシスタント・他のレギュラーアナウンサー・同局の駐在カメラマンなどによるロケリポートを、大吉の進行で放送していた。 金曜日の「ニュース解説者」は、オープニングからこのパート前半の特集まで出演した後に、「ライブセンター」から「ニューススタジオ」 へ移動した。 |
| 16:20頃                                                                       | 月 - 金曜                                          | フラッシュ ニュース                                | 2019年10月第2週までニュースキャスター（基本として西）がオープニング直後に当番組のセットから伝えていたヘッドラインニュース（4 - 5項目）と特集の放送順を入れ替えたうえで、アシスタントが全国向けのニュース2 - 3項目を伝える方式に変更。ただし、以前と同様にオープニングで伝えることや、特集との兼ね合いなどで割愛されることがあった。 2019年度上半期（日本プロ野球のシーズン中）の月曜日には、この時間を基本として「ぶち破れ!私、藤林虎子になります!!」に充てていた。 |
| 16:25頃                                                                       | 月 - 金曜                                          | 空みてミント!◎                                     | 番組開始当初から2020年11月第2週までは、17時台の後半（『Nスタ』全国ニュースパートの直前）に編成。2020年4月まで前田智宏が全曜日を通じて担当した後に、同年6月1日から8月第2週まで、月 - 水曜放送分を広瀬、木・金曜放送分を前田で分担していた。8月第3週の『ちちんぷいぷい&ミント!夏休みウィーク 夏の自由すぎ研究』から、全曜日を通じて広瀬が担当（詳細後述）。 特別編成などで当コーナーを放送できない場合には、本来は第3部にのみ編成する「あしたのそらいろ」（後述）をこの時間にも充てていた。 「Newsミント!」を編成せずに第2部を放送する場合には、当コーナーの直前に本編のアシスタントがフラッシュニュースを伝えることによって、ローカルニュースを補完していた。 |
| 16:30.00                                                                      | 月 - 金曜                                          | 第1部終了                                          | 通常は、「（時刻は）4時30分になりました。ここからは『Newsミント!』です」という大吉の案内に続いて、映像を「ライブセンター」から「ニューススタジオ」 に切り替えていた。 第1部の出演者は、金曜日の「ニュース解説者」を除いて「Newsミント!」に登場しなかった。 |
| 「Newsミント!」（16:30 - 17:10＝この時間帯のみ「ニューススタジオ」 から放送） |                                                    |                                                    | |
| 16:30.00                                                                      | 月 - 金曜                                          | ローカル ニュース                                  | ニュースキャスターが「ここからは（毎日放送の本来の放送対象地域である）近畿（2府4県）と（大半の地域で同局のテレビ番組を視聴できる）徳島（県内）のニュースをお伝えします」と言ってから、当日出演の「コメンテーター」（月 - 木曜日）・「ニュース解説者」（金曜日）の紹介をはさんで、サブキャスターと共に2 - 3項目のストレートニュースを伝える。 ニュースを伝えている間は、「毎日放送の番組史上最大」と銘打ってセットの背後に設置された横長のスクリーン型モニターで、生中継による映像（主に風景映像）を常時流している。 放送日によっては、後述する報道系特集・企画をオープニングに続いて放送することや、ニュースキャスターによる進行で「コメンテーター」や「ニュース解説者」とのクロストークをはさむこともあった。 |
| 16:40頃                                                                       | 月 - 金曜                                          | 報道系特集                                         | 放送上のタイトルは「特集」で、当日のニュースキャスターが進行。放送日によっては、後述する「報道系企画」との間で放送順を入れ替えることや、特集の放送を割愛することがあった。 |
| 16:50頃                                                                       | 月 - 金曜                                          | 報道系企画                                         | 月曜日に「憤懣本舗」、火曜日に「令和をよむ」、水曜日に「知っておきたい 異変ファイル」、木曜日に「真相R」、金曜日に「ニュースの数字」を放送（詳細後述）。 |
| 17:00頃                                                                       | 月 - 金曜                                          | ローカル ニュース                                  | サブキャスターが2 - 3項目のストレートニュースを伝える。 ニュースキャスターとサブキャスターは、重大ニュース・自然災害が発生した場合を除いて、以降のパートに登場しない。 |
| 第2部（17:10 - 17:50＝「ライブセンター」から放送）                            |                                                    |                                                    | |
| 17:14頃                                                                       | 月 - 金曜                                          | ○○が 見んと!                                       | 放送時点で話題のニュースやスポットをテーマに、「行ってみんと分からない」「やってみんと分からない」という姿勢で、毎日放送のアナウンサーが当番組の本番前後に実施した体験取材の模様を報告。コーナータイトルの「○○」には、担当アナウンサーの苗字が入る。 番組開始から2020年9月第3週までは大吉のみ、同月第4週から11月第1週までは大吉（木曜以外の曜日）と野嶋紗己子（木曜日）、11月第2週から2021年2月最終週までは大吉（月・火・金曜日）と野嶋（木曜日）と川地洋平（水曜日）が取材報告を担当した。 大吉が全曜日で担当していた時期には、大吉自身が取材の前に立てた予想をベースに、ロケ取材による検証を通じて、予想を裏切るような情報、実態、エピソードを結論として導くスタイルで放送していた。 重大ニュースや自然災害が発生している場合には、第3部のオープニング直後で放送するか、休止したうえで放送を後日に延期。取材の内容によっては、通常は直後に編成する日替わり企画との間で、放送の順序を入れ替えることもあった。 放送開始から2020年11月第2週までは「Newsミント!」からのステブレレスで17:10から放送されていたが、同月第3週以降は、当コーナーの間にスポットCM枠を設けていた。 |
| 17:30頃                                                                       | 月 - 木曜                                          | 日替わり企画                                       | 月 - 木曜日には、2019年3月まで『ちちんぷいぷい』の第2部にレギュラーで編成していた企画のリニューアル版などを放送。 番組開始から2020年11月第2週までは放送枠を第3部（18時台）に編成していたため、17:49に当日の放送概要を予告していた。同月第3週から放送枠を「ナゼトキ」（2019年9月30日から月・水・金曜日→2020年6月の放送再開後は全曜日で編成）の月 - 木曜分と交換したが、金曜日のみ「ナゼトキ」を引き続き編成。 |
| 17:30頃                                                                       | 金曜                                               | ナゼトキ                                           | 月 - 木曜日には、2019年3月まで『ちちんぷいぷい』の第2部にレギュラーで編成していた企画のリニューアル版などを放送。 番組開始から2020年11月第2週までは放送枠を第3部（18時台）に編成していたため、17:49に当日の放送概要を予告していた。同月第3週から放送枠を「ナゼトキ」（2019年9月30日から月・水・金曜日→2020年6月の放送再開後は全曜日で編成）の月 - 木曜分と交換したが、金曜日のみ「ナゼトキ」を引き続き編成。 |
| 17:50.00                                                                      | 月 - 金曜                                          | 第2部終了                                          | 第3部の予告（「ナゼトキ」の概要と第3部の終盤に放送予定のローカルニュース1項目）を画面の下に字幕で1行ずつ表示した後に、ステブレレスで『Nスタ』の全国ニュースパートへ直結。 |
| （17:50 - 18:15は『Nスタ』の第2部〈JNN全国ニュース〉を内包するため中断）      |                                                    |                                                    | |
| 第3部（18:15 - 19:00＝「ライブセンター」から再び放送）                        |                                                    |                                                    | |
| 18:15.00                                                                      | 月 - 木曜                                          | ナゼトキ                                           | 2020年11月第2週までは日替わりのロケ企画を編成していたが、同月第3週から放送枠を交換。 2020年11月第3週以降は、「ナゼトキ」の予告映像を30秒間放送した後に、スポットCMをはさんで18:18頃から第3部のオープニングと「ナゼトキ」の本編に入っていた。 |
| 18:15.00                                                                      | 金曜                                               | 密着 朝駆け 夜討ち                                 | 2020年11月第2週まで放送されていた日替わり企画の金曜分で、同月第3週以降も放送枠を変えずに継続。 |
| 18:35頃                                                                       | 月 - 金曜                                          | あしたの そらいろ◎                                 | 2020年8月第2週までは広瀬と前田が曜日ごとに分担していたが、「空みてミント!」と同じく、8月第3週から広瀬が全曜日を担当（詳細後述）。 2020年3月までは、月 - 木曜分をエンディング間際（18:55頃）、金曜分のみ18:50頃に放送していた。 2020年の4月改編から放送時間を統一するとともに、「今日のニュース 大事なトコロに赤えんぴつ」から直結。11月第3週からは、同コーナーを継承したローカルニュース枠（後述）の直前に放送していた。 近畿地方の気象台から毎日17:00に発表される天気予報については、2020年11月第2週まで「空見てミント!」（当時は17:45から5分間放送）と当コーナーで伝えていたが、同月第3週以降は当コーナーでのみ扱っていた。 |
| 18:40頃                                                                       | 月 - 金曜                                          | ローカル ニュース                                  | 通常は第1部・第2部と別のセット、重大ニュースの発生時には同じセットから、大吉・アシスタント・ニュース解説者・（一部の人物を除く）レギュラーパネラー・当日のゲストが登場。大吉の進行でニュースを伝えた（詳細後述）。 ニュース解説者は、第3部でこのコーナーにのみ登場。「Newsミント!」担当のニュースキャスターは、重大ニュースが発生している場合にのみ出演していた。 2020年11月第2週までは「今日のニュース 大事なトコロに赤えんぴつ」というタイトルが付けられていたが、以降は最終回までノンタイトルで放送。 |
| 19:00.00                                                                      | 月 - 金曜                                          | 番組終了                                           | ステブレレスで次枠番組（水曜日は関西ローカルで放送する『魔法のレストラン』、木曜日は毎日放送東京支社制作の全国ネット番組『プレバト!!』 |

### 備考
- 「Newsミント!」や「今日のニュース　大事なトコロに赤えんぴつ」以外の関西ローカルパート（主に第1部）でも、取材現場や記者会見場からの生中継を随時挿入していた。
- メインスタジオからはライブセンターのフロア部分がガラス越しに見えるような作りになっている。フロア内にある大型ビジョンに記者会見などの中継素材やCS｢TBS NEWS」や｢Nスタ｣の映像が映されており、「Nスタ」の関西地区非ネット部分を断片的に視聴することができる。
- 関西ローカルパートの時間帯に「JNN報道特別番組」（『Nスタ』ベースの全国ネット番組、あるいはCS放送・インターネット配信の『TBS NEWS』のサイマルネット番組）が組まれる場合には、当番組へ内包せず、単独番組扱いで編成していた[注 16]。
- 当番組の前後で特別編成（スポーツ中継や長時間の特別番組など）を編成する場合には、当番組の放送枠を以下のように変動させていた。
  - 祝祭日や振替休日の13:55 - 17:50で特別編成（プロ野球・阪神タイガース戦のデーゲーム中継や毎日放送報道局の制作で建国記念の日に生放送の報道特別番組『激撮!直撃!!スクープ　秘蔵映像全部見せます』など）を組む場合
    - 第3部を除く関西ローカルパートを休止[注 17]。『Nスタ・第2部』のJNN全国ニュースパートについては、臨時に単独番組扱いで放送した。
    - 第3部については、以下に挙げる構成のうち、いずれかのパターンで放送していた。
      - （1）本編のメインキャスター・アシスタント・レギュラーパネラーおよび、ゲストパネラーだけが出演。第3部のレギュラーコーナーを中心に放送する。本来は「Newsミント!」と第3部のオープニング直後で伝える関西ローカルニュースについては、フラッシュニュースに集約。本来は第2部と第3部で気象予報士が担当する天気予報については、フラッシュニュースに続いてアシスタントが伝える。
      - （2）通常は放送枠を16:30 - 17:10に固定している「Newsミント!」を単独番組[19][20][21][注 18][注 19] として、『VOICE』時代と同様に、ローカルニュースと（本来は「Newsミント!」のパートで放送する）報道系の特集企画を中心に編成。通常は「Newsミント!」のパートに組み込まれていない天気予報も放送する一方で、通常は本編のエンディングに流している「おおきくなったらなにになりたい」を割愛していた。この場合には、「Newsミント!」のメインキャスター・サブキャスター・コメンテーターに加えて、気象予報士が出演。『おうちにいようよ ちちんぷいぷい&ミント!』でも、2020年ゴールデンウィークの祝祭日に放送時間を短縮する場合には、上記のパターンで「Newsミント!」に限って関西ローカルで放送していた。
        - 2020年9月22日（火曜日・秋分の日）には、『ちちんぷいぷい5000回　5000人とつながりたいスペシャル』を13:55 - 17:50に生放送。『ちちんぷいぷい』単体での4時間近い生放送は当番組開始前月（2019年3月）以来1年半振りで、当番組からは上記のパターンに沿って「Newsミント!」のみ編成していた。

  - 平日に（阪神戦などの）プロ野球ナイトゲーム中継を18:15から放送する場合（2019・2020年）
    - 中継カードが開催される場合には、関西ローカルパートを17:50まで放送した後に、『Nスタ・第2部』のJNN全国ニュースパート[注 20] をはさんで中継を開始。雨天中止の場合には、第3部を19:00まで放送した。
    - 当番組開始前の2018年度までは、この場合に『VOICE』を全編休止。当時単独番組として放送されていた『Nスタ・第2部』のJNN全国ニュースパートと中継の合間に、『VOICE』に代わる関西ローカルニュースとして、『MBSニュース』を5分間単独番組扱いで臨時に編成していた。当番組では、「Newsミント!」パートで関西ローカルニュースを伝え終えてからプロ野球中継に入るため、第3部のフラッシュニュース（2020年度以降は「今日のニュース　大事なトコロに赤えんぴつ」）を休止するだけで上記の臨時編成を組まなかった。

  - 平日の午後 - 夕方帯に特別番組を編成することがあらかじめ決まっている場合
    - プロ野球ドラフト会議開催日（2020年以外は毎年10月の第3または第4木曜日、同年のみ10月26日＝月曜日）には、TBSテレビ制作の中継番組を17時台に放送（同局が2009年から開催日に『Nスタ・第1部』を差し替えた[注 21] うえで全国ネット向けに中継）する関係で、「Newsミント!」パートを中継開始前まで短縮するとともに、第2部を休止。『Nスタ・第2部』のJNN全国ニュースパートについては、臨時に単独番組扱いで放送する。
    - 全国高校ラグビー（年末年始に開催）の決勝（または準決勝）が平日で、毎日放送の制作による花園ラグビー場（大阪府東大阪市）からの試合中継を13:55から実施することが決まっている場合には、『ちちんぷいぷい』を休止した[注 22] うえで以下のように対応している。
      - 2019年度の第99回大会では、2020年1月7日（火曜日）に決勝の全国ネット向け中継枠を13:55 - 15:19に編成した関係で、中継終了後に当番組の30分前拡大版（15:19 - 19:00）を放送した[注 23]。
      - 2020年度の第100回記念大会では、決勝が2021年1月9日（土曜日）の14:00以降に組まれているが、毎日放送では同月5日（火曜日）に『ちちんぷいぷい』の放送枠で準決勝の中継（TBSテレビとの相互ネット方式で第1試合は録画によるダイジェストの放送・第2試合は生中継）を実施。当番組は中継終了の直後から全編を放送したが、前日（4日＝月曜日）は「Newsミント!」のみ単独番組として18:15 - 19:00に編成していたため、当日が2021年における事実上最初のレギュラー放送になった。

    - 2020年1月24日（金曜日）には、『東京オリンピックまで半年 民放同時放送一緒にやろう 2020 大発表スペシャル』（TBSテレビなど在京民放キー局5局の共同制作・独立局を除く全国の民放テレビ局114局での同時生放送による特別番組）が18:40 - 19:00に編成されたため、当番組は第2部を17:30までに短縮。さらに、『Nスタ・第2部』のJNN全国ニュースパートが17:30 - 17:55に繰り上げられたため、第3部の放送枠を17:55 - 18:40に変更した（第1部と「Newsミント!」パートは通常どおり放送）。

  - 特別編成を実施する年末年始期間（12月最終週 - 1月上旬の主に正月三が日）には、『ちちんぷいぷい』と共にレギュラー放送を休止したことから、当番組がベースの特別番組を編成。関西地区向けのローカルニュース・天気予報は、『Nスタ（年末年始短縮版）』や『報道の日・JNNニュース』（12月30日の夕方のみ）内のローカル枠で放送していた[注 24]。
    - 2019年：12月23日（月曜日） - 27日（金曜日）に、以下の構成で『ミント!増刊号』[注 25] を放送。
      - 第1部～第2部：通常は第2部・第3部に放送している日替わりVTR企画の傑作選[注 26]（大吉の単独出演による進行パートを含めて事前に収録）。
      - 第3部：「Newsミント!年末スペシャル」（ローカルニュース→報道系企画の総集編および続報→「あしたのそらいろ」→ローカルニュース）
        - 「Newsミント!」を単独番組として編成する場合（前述）と同じ構成・出演者で生放送。ローカルニュースについては、「今日のニュース　大事なトコロに赤えんぴつ」ではなく、通常の「Newsミント!」と同じ仕様で放送している。

      - 「Newsミント!年末スペシャル」パートや『Nスタ・第2部』のJNN全国ニュースパートも含めて、全編で字幕放送（『Nスタ・第2部』の17:50以降はリアルタイム字幕放送）に対応したため、各種番組表で字幕放送を示す「字」のマークが臨時に付与された。
      - レギュラー番組としては27日で年内の放送を終了したが、31日（火曜日）の17:00 - 18:00に『ミント!スペシャル　真相R特別編』（事前収録）を放送した後に、翌2020年1月6日（月曜日）からレギュラー放送を再開した。

    - 2020年：12月28日（月曜日）の16:30 - 18:30に『ミント!Presents 万博へGO!』（大吉・野嶋の進行で1970年の大阪万博の回顧と2025年の大阪・関西万博への展望を兼ねた特別番組）[注 27][注 28]、31日（木曜日）の17:00 - 18:00に『ミント!スペシャル　真相R特別編』（いずれも事前収録）を放送。

#### 新型コロナウイルスへの感染拡大に伴う対応（2020年4月以降）

##### 2020年
年頭から日本国内でコロナの感染が拡大している影響で、4月の第2週（7日＝月曜日放送分）から以下の方策を実施。同月20日（月曜日）からは、『ちちんぷいぷい』との共同制作による『おうちにいようよ（→あしたのために）  ちちんぷいぷい&ミント!』へ暫定的に移行している。
- 感染拡大の一因とされる飛沫感染のリスクを可能な限り回避すべく、出演者同士の着座位置が第1部・第2部より離れている第3部用のスタジオセットを、第1部と第2部でも共用。活動や生活の拠点を首都圏に置くレギュラーパネラーについては、当番組の前後にも毎日放送本社制作の生放送番組（『ちちんぷいぷい』など）へ登場する場合を除いて、東京支社内のスタジオなどからの生中継（いわゆる「リモート方式」）による出演へ切り替えている。
- 当番組の開始を機にニュースコーナーを廃止していた『ちちんぷいぷい』に向けて、ニュースキャスターの西靖が、当番組の本番前（14:50頃）にニューススタジオから新型コロナウイルス関連のストレートニュースを伝えている。また、西が本来担当する「Newsミント!」内で、「コロナの疑問～いのちと暮らし～」というシリーズ企画を4月7日から放送。視聴者から寄せられた疑問をテーマに、取材とスタジオ解説を連日実施している（『おうちにいようよ ちちんぷいぷい&ミント!』でも「Newsミント!」で継続）。
- 報道系以外の生中継（「紅しょうがの今週もおつかれさーん」など）を休止。2020年4月10日放送分以降の「紅しょうがの今週もおつかれさーん」では、本来は生中継にのみ出演するリポーターの紅しょうが（熊元プロレス・稲田美紀）が「ライブセンター」内のスタジオで視聴者プレゼントの現物を紹介するとともに、プレゼントの当選者をスタジオから伝えている（当番組の放送再開後もこの方式を継続）。
- 上記の状況にもかかわらず前向きに活動している人物、会社、団体の取り組みに関する情報を、当事者の自薦・視聴者からの推薦を問わず当番組で「拡散」させる目的で、「聞いてよ大吉!今日の拡散希望さん」という特別企画を急遽立ち上げ。同月8日（水曜日）から推薦情報を受け付けている。
- 4月13日（月曜日）放送分からは、『ちちんぷいぷい』と共通の暫定措置として、気象予報士の出演日を変更。当番組と『ちちんぷいぷい』全曜日の天気予報を、前田と広瀬が隔週交代で担当する。担当しない週は在宅勤務扱いで、平日の午後に、自宅からの電話を通じてMBSラジオの天気予報（『お天気のお知らせ』）へ出演。

なお、4月9日には、プロデューサーとして『ちちんぷいぷい』などの立ち上げに携わっていた岡田公伸（毎日放送・MBS企画取締役）が、感染に伴う心筋症のため60歳で急逝。当番組では、岡田の実名を伏せながらも、同日の放送中にいち早く訃報を伝えた。
6月1日（月曜日）の放送再開後は、『おうちにいようよ（→あしたのために） ちちんぷいぷい&ミント!』に続いて、本来は第3部向けのスタジオセットを（「Newsミント!」を除く）関西ローカルパートの全編で使用。パネラーも関西地方への在住者を中心にスタジオへ再び出演しているが、飛沫感染への対策として、パネラー席の間に透明のアクリル板を設置している（『ちちんぷいぷい』と共通の措置）。また、『あしたのために - 』の終了時点で17時台に放送していたコーナー（「聞いてよ大吉!今日の拡散希望さん」「おうちで楽しく　みんなでTikTok」）を、同月12日（金曜日）まで引き継いだ（当該項で詳述）。6月29日（月曜日）から、第1部・第2部と第3部でスタジオセットを別々に使う体制を復活させるとともに、ニューススタジオから伝えていた「空みてミント!」を第1部・第2部用のスタジオセットから放送。

##### 2021年
1月7日（木曜日）の放送中に日本政府が新型インフルエンザ等特別措置法に基づく緊急事態宣言を関東地方の1都3県へ発出したことに伴って、活動や生活の拠点を首都圏に置くパネラーについては、翌8日（金曜日）放送分から「リモート方式」による出演で再び対応していた。
なお、『Newsミント!』最終回のエンディングには、大吉が『よんチャンTV』ニュースキャスターとしての紹介を兼ねてニューススタジオへ登場。2人は当番組の初期に「ライブセンター」でオープニングのニュースを共同で進行していたが、ニューススタジオでの共演は初めてだった。そして西は、「最後の1年（2020年度）は、（新型）コロナ（ウイルス関連の報道）にかかり切りでした。我々は1人、コロナ（ウイルスへの感染に起因する心筋症）で大切な仲間（岡田）を失いました。（視聴者の）皆さん、身体を大切にして下さい。仲間を大切にして下さい。家族を大切にして下さい。皆さんがより良く生きていく（ための）情報を、番組が（『よんチャンTV』に）変わっても送り続けていきたいと思います」という挨拶で、『VOICE』から7年間続けたニュースキャスターとしての活動を終えた。

## 出演者
太字で氏名を表記した人物は、出演時点で毎日放送の現役アナウンサー。『おうちにいようよ（→あしたのために）　ちちんぷいぷい&ミント!』へのレギュラー出演者については当該項で詳述。
☆：当番組にも『ちちんぷいぷい』にもレギュラーで出演（2020年6月以降）
◎：2019年3月まで『ちちんぷいぷい』にレギュラーで出演
○：2019年3月まで『VOICE』にレギュラーで出演
△：2019年10月改編からレギュラーで出演
▲：2020年4月改編からレギュラーで出演
▽：2019年度途中からの準レギュラー（または不定期）出演を経て2020年度からレギュラーに起用
▼：2020年10月改編以降からレギュラーで出演（または出演曜日を変更）
★：『よんチャンTV』にも引き続き出演

### 番組終了時点
- MC（メインキャスター）：大吉洋平◎★（「大吉が見んと!」では取材リポートも担当）
- アシスタント（サブキャスター）
  - 月曜日、火曜日：野嶋紗己子☆▲★
    - 2020年の4月改編から、木曜日第1部の特集・金曜日第2部「ナゼトキ」のリポーターとしてレギュラー出演を開始。同年9月24日から木曜日に「野嶋が見んと!」（「大吉が見んと!」の野嶋バージョン）で取材リポート、9月28日（月曜日）から月・火曜日のアシスタントを任されていた。
    - アシスタントとしては、第1部でフラッシュニュースを伝えるほか、第1部の特集・第2部のロケ企画・「大吉が見んと!」のナレーションを随時担当。当番組に出演しない水曜日には、アシスタントへの起用後も、『ちちんぷいぷい』の「しみのじ新発見」（同期入社の清水麻椰と交互に取材リポートを担当する企画で2020年4月から2021年3月まで毎週15:00前後に放送）に隔週ペースで登場していた。

  - 水 曜日、木曜日、 金曜日：西村麻子○
    - 第1部でフラッシュニュースを伝えていたほか、第1部の特集・第2部のロケ企画・「大吉が見んと!」のナレーションを随時担当。「大吉が見んと!」で、大吉との対決ロケ（またはプレゼン対決）企画に参加することもあった。
    - 番組開始から2019年9月27日（金曜日）までは、西村が月 - 水曜日、毎日放送のアナウンサーとして同年3月24日まで第1子（長男）の出産を伴う産前産後休暇を取得していた豊崎由里絵[注 29] が木・金曜日でアシスタントを分担。豊崎が育児を優先すべく2019年10月31日付で毎日放送を退社すること[23] を背景に、同年9月30日（月曜日）からは、西村が全曜日でアシスタントを担当していた。
      - 豊崎はアシスタント時代から、一部のロケコーナーでVTRナレーターを兼務。アシスタントを降板した後も、「わざわざグルメ調査隊」（水曜日第3部）のみ、ナレーションを続けていた。フリーアナウンサーとして2020年2月1日付でアミューズに所属してからも、ナレーションを継続。2021年3月に次男の出産を予定しているが、実際には同月3日の最終回までナレーターを務めた。

    - 2020年9月28日（月曜日）放送分から、毎日放送入社2年目の野嶋を月・火曜日のアシスタントに抜擢。西村を水 - 金曜日のアシスタントへ異動させることによって、アシスタントの分担体制を1年振りに復活させていた。
- 気象キャスター：広瀬駿☆◎○★（毎日放送報道局気象情報部専属の気象予報士）
  - 番組開始から2020年4月10日（金曜日）までは、前田智宏☆◎（毎日放送報道局気象情報部専属の気象予報士で広瀬の同僚）が「フィールド気象予報士前田智宏の空みてミント!」（全曜日）と「前田智宏のあしたのそらいろ」（月曜日）、広瀬が「広瀬駿のあしたのそらいろ」（火 - 金曜日）を担当していた。『おうちにいようよ（→あしたのために）　ちちんぷいぷい&ミント!』の放送期間をはさんで、同年6月1日（月曜日）の当番組と『ちちんぷいぷい』放送再開を機に、両番組で担当曜日を事実上統一。「空みてミント!」も、月 - 水曜分を広瀬、木・金曜分を前田で分担していた。
  - 2020年8月第3週の『ちちんぷいぷい&ミント!夏休みウィーク 夏の自由すぎ研究』から、広瀬が当番組、前田が『ちちんぷいぷい』の天気予報・気象解説を全曜日で担当する体制へ移行した。ただし、前田はこの体制へ移行してからも、広瀬の休演日などで『ちちんぷいぷい』に続いて気象解説を随時担当。第1部では移行前から、気象関連の特集を放送する場合に、2人の先輩に当たる吉村真希がスタジオ解説を担当することもあった。
- ニュース解説者（2019年10月改編から「今日のニュース　大事なトコロに赤えんぴつ」でのニュース解説を兼務）
  - 月  - 木曜日：辻憲太郎◎○（毎日放送報道局解説委員＝経済担当）
    - 番組開始から2019年10月改編までは、基本として第1部と第2部にだけ出演。火曜日には「辻憲のちょいサキ!」の取材報告、2019年8月22日以降の木曜日には「辻憲のBUZZ Report」（いずれも第2部の冠コーナー→後に「ナゼトキ」の火曜分に集約）の進行も任されていた。
      - 火曜日の「今日のニュース　大事なトコロに赤えんぴつ」では、2020年8月11日放送分の『ちちんぷいぷい&ミント!夏休みウィーク 夏の自由すぎ研究』から、宇治原史規☆（ロザン）を「ニュース解説者」に起用していた。宇治原は相方の菅広文☆と揃ってパネラーで火曜日に出演していたが、時事問題への博識などを買われて、同年11月第2週のコーナー終了まで解説を担当。もっとも辻は、この期間中も、宇治原のサポート役として同席していた。

    - 毎日放送が運営するJNN上海支局の支局長を解説委員への就任前に務めていたことから、第1部の特集で中国・香港や近隣諸国・地域関連の話題を扱う場合に、取材リポートやスタジオ解説を担うことがあった。
    - 辻が取材などで出演できない場合には、『VOICE』の初代キャスターであった三澤肇◎○★（毎日放送東京支社報道部の解説委員＝政治・災害担当、元・アナウンサー）・橋本佐与子（毎日放送報道局解説委員＝医療・科学担当）のうち1名（または両者）が、解説を担当した。辻の代理を担当する場合には「Newsミント!」へ出演しなかったものの、上記以外の場合にも、曜日を問わず（「Newsミント!」を含めて）取材リポートやスタジオ解説で随時登場。

  - 金曜日：三澤肇☆○★
    - 『ちちんぷいぷい』に続いて、第1部と「今日のニュース　大事なトコロに赤えんぴつ」へ出演。
    - 放送初年度（2019年度）には、山口真由（弁護士）◎○★、岸田雪子（ジャーナリストで元・日本テレビ報道局記者）、たむらようこ（放送作家）、金谷久美子（劇作家）が週替わりで担当。第1部の冒頭・「Newsミント!」・第3部に登場していた。
- 「Newsミント!」（基本として以下の人物が出演）
  - ニュースキャスター（メインキャスター）：西靖◎○
    - 番組開始から2019年の10月第2週までは、本編のオープニングでも、「ライブセンター」でヘッドラインニュースと解説を担当していた。同月10月第3週以降は、基本として「Newsミント!」にのみ出演。ただし、重大ニュースや自然災害の発生時には、本編や『ちちんぷいぷい』にも随時登場していた。

  - サブキャスター
    - 月曜日、火曜日、水曜日：上田悦子☆○
    - 木曜日、金曜日：玉巻映美☆◎★（他曜日でも「Newsミント!」や本編の特集向けの生中継リポートを随時担当）
      - 上田・玉巻とも、2020年6月の『ちちんぷいぷい』放送再開後から2021年3月の終了まで、担当曜日の14時台後半に同番組のニュースキャスターを兼務。

  - コメンテーター（放送上は「ゲスト」と総称）
    - 月曜日：中野雅至◎○★（年度上半期）・森直也◎○（年度下半期）
    - 火曜日：男性の有識者（名越康文◎○・本間正人など）から1名
    - 水曜日：村瀬哲史[注 30]◎○（学研プライムゼミ→東進ハイスクールの地理講師）や弁護士（主に森直也◎○か 南和行）から1名
    - 木曜日：森直也◎○（年度上半期）・中野雅至◎○（年度下半期）[注 31]
      - 森は、他曜日の第1部で法律関係の特集を放送する場合にも、「ニュース解説者」として出演。

  - *金曜日：越直美（滋賀県大津市長からの退任後に弁護士として出演）▲
  - ニュースリーダー：河本光正◎○[注 32]（月・木・金曜日）、馬野雅行△（火曜日）、来栖正之△（水曜日）
    - 河本・馬野は2019年10月から「今日のニュース　大事なトコロに赤えんぴつ」、馬野は2020年4月から「密着　朝駆け夜討ち」（金曜日第3部の密着取材コーナー）のナレーションも担当。
- スポーツキャスター（2020年4月改編から新設）：山田幸代（滋賀県近江八幡市出身）
  - プロのラクロス選手として世界規模で活動しているため、スタジオには不定期で出演。トップアスリートとのインタビュー企画を第1部の特集で放送する場合にインタビュアーを務めた[24]。
- スタジオパネラー（※：出演日に放送されるロケ企画のリポーターを兼務）
  - 月曜日：たむらけんじ[注 33]◎※、月亭方正◎、文美月[注 34]▽（実業家）
  - 火曜日：ロザン（宇治原史規★・菅広文※★[注 35]）☆◎、三倉佳奈▽
    - 2020年4月からは、オリンピアンの田中理恵▽（元・体操選手）、浅尾美和▽★（元・ビーチバレー選手）、竹下佳江▲（元・バレーボール選手、V.LEAGUEヴィクトリーナ姫路初代監督）が週替わりで定期的に出演[25]。

  - 水曜日：シャンプーハット（てつじ◎※・こいで）、仲岡しゅん[注 36]（弁護士）▽
  - 木曜日：学天即（よじょう▲・奥田修二△、2020年4月2日 -　）[26]、山口真由（隔週）◎○★、福本容子（毎日新聞東京本社客員編集委員、隔週）☆▲
    - 奥田は、木曜日のレギュラーパネラーへ起用される前[注 37] にも、ロザンが休演する週の火曜日でロザンの代理としてパネラーを務めていた。
    - 福本は、当番組の開始前から『ちちんぷいぷい』の木曜日に隔週で出演しているため、出演週には2020年4月から当番組にも登場。『ちちんぷいぷい』にも当番組にも出演しない週には、山口が当番組にのみ登場していた。

  - 金曜日：哲夫（笑い飯）◎、中間淳太◎★[注 38]（ジャニーズWEST、隔週で第1部・第2部にのみ出演）
    - 以上の人物に加えて、小籔千豊[注 39]◎か浜本広晃★（テンダラー）からいずれか1名（中間が登場しない週には2名）が週替わりで出演。曜日を問わず、他のお笑い芸人をゲストに迎えることもあった。
- リポーター
  - 月曜日：久保恵佳[注 40]△▼（くぼ　あやか、第1部の特集[27]）
  - 火曜日：三ツ廣政輝◎[注 41]・森本尚太☆▼（第1部の特集を隔週交代で担当）
  - 水曜日：梅山茜[28]▼（第1部の特集）、川地洋平☆▼★（2020年11月11日から第2部の「川地が見んと!」を担当）、山崎香佳▼★（第2部「わざわざグルメ調査隊」のVTRリポーター）
  - 木曜日：久保恵佳△▼[注 42]（第1部の特集）、野嶋紗己子☆▲（第2部「野嶋が見んと!」）、村瀬哲史（第2部「村瀬先生の街Goo! 関西深掘りニュース」のVTRリポーター）
  - 金曜日：市川いずみ[注 40]◎（第1部の特集[注 43]）、野嶋紗己子☆▲★（第3部「ナゼトキ」のVTRリポーター）
    - 「ナゼトキ」の金曜分では、笑い飯哲夫・西村→野嶋／西村／山崎（いずれか1名）のコンビ、野々村友紀子★（月曜分の前企画「この人フォローしとく?」のリポーター）、中間が交互にリポートを担当。野々村は、取材の成果をスタジオで報告する日に、笑い飯哲夫と同じパターンで第1部・第2部・第3部のパネラーを兼務していた。
    - フリーアナウンサーとして高校・大学野球を積極的に取材していた市川は、プロ野球ドラフト会議開催日（前述）の放送で、2018年の『ちちんぷいぷい』に続いてドラフト会議に関する取材・中継リポートを担当。2019年10月からは、「市川いずみの注目してみんと!」（17時台の後半に事前収録か生中継で挿入されるサンスターのインフォマーシャル）にも出演していた。
    - 第1部の特集を担当するリポーターは、2020年11月第3週から、「今日のニュース　大事なトコロに赤えんぴつ」内の生中継にも出演していた。

### 過去
| |            | メインキャスター | メインキャスター | サブキャスター | サブキャスター | サブキャスター | 気象キャスター | 気象キャスター  | 気象キャスター  | 気象キャスター  | ニュース解説      | ニュース解説                                  |
| 月・火曜 | 水 - 金曜  | 月・火曜         | 水曜             | 木・金曜       | 月曜           | 火曜           | 水曜           | 木・金曜        | 月 - 木曜       | 金曜            |                   |                                               |
| --- | ---------- | ---------------- | ---------------- | -------------- | -------------- | -------------- | -------------- | --------------- | --------------- | --------------- | ----------------- | --------------------------------------------- |
| 2019.4.1 | 2019.9.27  | 大吉洋平         | 大吉洋平         | 西村麻子       | 西村麻子       | 豊崎由里絵     | 前田智宏       | 前田智宏 広瀬駿 | 前田智宏 広瀬駿 | 前田智宏 広瀬駿 | 辻憲太郎          | 山口真由2 たむらようこ2 岸田雪子2 金谷久美子2 |
| 2019.9.30 | 2020.3.27  | 大吉洋平         | 大吉洋平         | 西村麻子       | 西村麻子       | 西村麻子       | 前田智宏       | 前田智宏 広瀬駿 | 前田智宏 広瀬駿 | 前田智宏 広瀬駿 | 辻憲太郎          | 山口真由2 たむらようこ2 岸田雪子2 金谷久美子2 |
| 2020.3.30 | 2020.4.17  | 大吉洋平         | 大吉洋平         | 西村麻子       | 西村麻子       | 西村麻子       | 前田智宏       | 前田智宏 広瀬駿 | 前田智宏 広瀬駿 | 前田智宏 広瀬駿 | 辻憲太郎          | 三澤肇                                        |
| 2020.4.201 | 2020.5.291 | 山中真           | 大吉洋平         | 松川浩子       | 西村麻子       | 西村麻子       | 広瀬駿         | 広瀬駿          | 前田智宏        | 前田智宏        | 辻憲太郎3 三澤肇3 | 辻憲太郎3 三澤肇3                             |
| 2020.6.1 | 2020.7.31  | 大吉洋平         | 大吉洋平         | 西村麻子       | 西村麻子       | 西村麻子       | 広瀬駿         | 広瀬駿          | 広瀬駿          | 前田智宏        | 辻憲太郎          | 三澤肇                                        |
| 2020.8.3 | 2020.9.25  | 大吉洋平         | 大吉洋平         | 西村麻子       | 西村麻子       | 西村麻子       | 広瀬駿         | 広瀬駿          | 広瀬駿          | 広瀬駿          | 辻憲太郎          | 三澤肇                                        |
| 2020.9.28 | 2021.3.5   | 大吉洋平         | 大吉洋平         | 野嶋紗己子     | 西村麻子       | 西村麻子       | 広瀬駿         | 広瀬駿          | 広瀬駿          | 広瀬駿          | 辻憲太郎          | 三澤肇                                        |
| - 1 『おうちにいようよ（→ あしたのために）ちちんぷいぷい&ミント!』の期間。 - 2 週交代で担当。 - 3 辻は「ライブセンター」内スタジオ、三澤は東京支社からいずれもリモートで、日替わりで担当。 - 気象キャスター・ニュース解説者以外は全員、出演当時MBSアナウンサー。 - 大吉はニュース担当として、野嶋は引き続きアシスタントとして、広瀬は引き続き気象キャスターとして、西村はナレーターとして、三澤は引き続き金曜日のニュース解説担当として『よんチャンTV』も続投。 |            |                  |                  |                |                |                |                |                 |                 |                 |                   |                                               |

| |            | メインキャスター | メインキャスター | サブキャスター | サブキャスター | サブキャスター | コメンテーター | コメンテーター | コメンテーター | コメンテーター | コメンテーター | ニュースリーダー | ニュースリーダー | ニュースリーダー | ニュースリーダー |
| 月・火 | 水 - 金    | 月・火           | 水               | 木・金         | 月             | 火             | 水             | 木             | 金曜           | 月             | 火             | 水               | 木・金曜         |                  |                  |
| --- | ---------- | ---------------- | ---------------- | -------------- | -------------- | -------------- | -------------- | -------------- | -------------- | -------------- | -------------- | ---------------- | ---------------- | ---------------- | ---------------- |
| 2019.4.1 | 2019.9.30  | 西靖             | 西靖             | 上田悦子       | 上田悦子       | 玉巻映美       | 中野雅至       | ★              | 村瀬哲史       | 森直也         | ★              | 田丸一男         | 田丸一男         | 田丸一男         | 河本光正         |
| 2019.10.1 | 2020.3.27  | 西靖             | 西靖             | 上田悦子       | 上田悦子       | 玉巻映美       | 森直也         | ★              | ★              | 中野雅至       | ★              | 河本光正         | 馬野雅行2        | 来栖正之         | 河本光正         |
| 2020.3.30 | 2020.4.17  | 西靖             | 西靖             | 上田悦子       | 上田悦子       | 玉巻映美       | 中野雅至       | ★              | ★              | 森直也         | 越直美         | 河本光正         | 馬野雅行2        | 来栖正之         | 河本光正         |
| 2020.4.201 | 2020.6.261 | 上田悦子         | 西靖             | 金山泉         | 玉巻映美       | 玉巻映美       | 中野雅至       | ★              | ★              | 森直也         | 越直美         | 河本光正         | 馬野雅行2        | 来栖正之         | 河本光正         |
| 2020.6.29 | 2020.9.25  | 西靖             | 西靖             | 上田悦子       | 上田悦子       | 玉巻映美       | 中野雅至       | ★              | ★              | 森直也         | 越直美         | 河本光正         | 馬野雅行2        | 来栖正之         | 河本光正         |
| 2020.9.28 | 2021.3.26  | 西靖             | 西靖             | 上田悦子       | 上田悦子       | 玉巻映美       | 森直也         | ★              | ★              | 中野雅至       | 越直美         | 河本光正         | 馬野雅行2        | 来栖正之         | 河本光正         |
| - 1 新型コロナ対策期間。 - 2 一時期、事実上前身番組の『VOICE』のメインキャスターを務めたことがある。 - ★ 週替わりで有識者（弁護士、政治関連者、専門家など）が出演。 - 玉巻はアシスタントとして、西・中野はニュース解説担当として（西は木曜日、中野は月曜日担当）、上田はナレーターとして『よんチャンTV』も続投。 |            |                  |                  |                |                |                |                |                |                |                |                |                  |                  |                  |                  |

- 武川智美（隔週水曜日第3部「わざわざシャンプー　こいで編」リポーター★、2019年4月10日 - 7月3日）
- 松井愛（火曜日第3部「出たとこリサーチ」リポーター★）

以上のアナウンサーは、開始当初から出演した後に、2019年10月改編までに自然降板。
- 宮脇美咲[注 44]（火・木曜日第1部の特集リポーター）
- さゆり（かつみ・さゆり、水曜日第2部「バイヤーのコレ買いやー」リポーター）
- アントニー（マテンロウ、金曜日第2部「外国人のニッポンごはん」　→「外国人のニッポン真名所ツアー」リポーター）
- 田丸一男○（月 - 水曜日「Newsミント!」ニュースナレーター）

以上の人物は、番組開始から2019年9月まで出演。
- アジアン[29]（隅田美保※・馬場園梓※、木曜日スタジオパネラー・第3部「アジアンのぶらパト」リポーター）
- 藤林温子◎（月曜日第1部「ぶち破れ！私、藤林虎子になります!!」兼水曜日→木曜日[注 45] 第1部の特集リポーター）
- ケンドーコバヤシ
- 藤本敏史（FUJIWARA）
- 石田明（NON STYLE）

以上の人物は、番組開始から2020年3月まで出演。ケンドーコバヤシ・藤本・石田はいずれも、金曜日で小籔・浜本と交互にパネラーとして1名ずつ出演していたが、出演の頻度は小籔や浜本より少なかった（毎月または隔月に1日程度）。
- 杉浦みずき[注 46]（月1回[注 47]・第1部の特集リポーター）
- 辻沙穂里☆◎（第1部の特集[注 48]・水曜日第3部「わざわざグルメ調査隊」リポーター）
  - 番組開始当初から出演していたが、2019年12月にプロ野球選手の山本泰寛（当時は読売ジャイアンツ内野手[30]）と結婚した後に、2020年に入ってから第一子の懐妊が判明。2021年春の出産を前に産前産後休暇へ入ることから、2020年9月以降は事実上出演を見合わせていた[31]。
- 紅しょうが（熊元プロレス・稲田美紀、第3部「突撃プレゼント!紅しょうがの今週もおつかれさーん」リポーター）
  - 2020年9月4日放送分を最後に「突撃プレゼント」を休止してからは、放送上出演を見合わせている。ただし、休止期間中の同月27日からは、「ラフ&ピースニュースマガジン」（所属する吉本興業が運営するエンタメニュースメディア）で『紅しょうがのミント!のこといろいろ聞いてミント!』（当番組とのコラボレーションによるスタジオパネラーへのインタビュー企画）を連載していた[32]。

### 備考
レギュラーで出演する毎日放送のアナウンサーは、上記の出演とは別に、生中継（またはロケ企画）のリポーターやナレーターを随時担当。『ちちんぷいぷい』や関連イベントへ出演することや、かつて当番組にレギュラーで出演していたアナウンサーが、当番組のリポーターやナレーターを不定期で務めることもあった。2020年4月改編からは、「へぇ～のコトノハ」（同局アナウンサー室の制作で前月まで関西ローカルで放送していた『コトノハ図鑑』からのスピンオフコーナー）を月・水曜日に新設する関係で、当番組のレギュラーアナウンサーも「へぇ～のコトノハ」のロケ取材・スタジオ報告・ロケVTRへのナレーションを随時担当していた。
「Newsミント!」を担当するアナウンサーについては、「ライブセンター」のパートへ出演する場合を含めて、放送上「～キャスター」という肩書で統一している。また、ニュースキャスターの西が休暇などでスタジオにも生中継にも登場しない週には、上田悦子がニュースキャスター代理として全曜日に出演。本来上田が務める月 - 水曜日のサブキャスターを、ニュースリーダーの1人である河本や、当番組にも『ちちんぷいぷい』にもレギュラーで出演していない男性アナウンサー（金山泉など）が担っていた。なお、本来のサブキャスターが休演する場合には、他のサブキャスターが代理扱いで担当した。
2019年度の月 - 水曜日には基本として女性のゲスト、木曜日には男性のゲストが日替わりで1名（または1組、上記のレギュラーパネラーが休演する場合には2名か2組）登場。仲岡、文美月、山分ネルソン（ミャンマー出身の産婦人科医）、牛窪恵★、宋美玄、篠田厚志、橋本智子（弁護士）が準レギュラー扱いで随時出演していたほか、2019年3月まで『ちちんぷいぷい』でロケコーナーのリポーターなどをレギュラーで担当していた人物 や、過去に準レギュラー格で同番組のパネラーを務めた人物 を、月に1回のペースでゲストに迎えていた。2020年度には、山分・牛窪・宋が準レギュラーとして出演を続ける一方で、金曜日には英月（真宗佛光寺派大行寺住職）とバイマーヤンジン（チベット出身・日本在住の歌手）を準レギュラーに加えていた（牛窪を含めていずれか1名が交互に出演）。2020年10月からは、馬淵優佳★（兵庫県宝塚市出身の元飛込競技選手）も、準レギュラー扱いで火曜日に随時出演。
2019年5月以降の平日には、大吉と主なスタジオ出演者2名（月曜日：たむら・月亭方正、火曜日：ロザン、水曜日：シャンプーハット、木曜日：アジアン→学天即、金曜日：笑い飯哲夫・豊崎→西村）が声を揃えて「『ミント!』見てみんと!」と呼び掛ける曜日別の告知CMを、『ちちんぷいぷい』のエンディングパート付近や『ひるおび!』（TBSテレビ制作）内のローカルCM枠で随時放送していた。
シャンプーハットは、水曜日の第3部（2020年11月第2週以降は第2部）で放送されるロケ企画も担当。番組開始当初から2019年7月3日までは、「わざわざシャンプー」という共通タイトルで「てつじ編」と「こいで編」を隔週交互に放送していたため、こいでも武川とのコンビで「こいで編」のリポーターを務めていた（詳細後述）。同月10日以降は「てつじ編」→「わざわざグルメ調査隊」を毎週放送していたが、こいでもスタジオパネラーとして出演を続けていたほか、特別企画のリポートを随時担当。
「Newsミント!」では、『おうちにいようよ（→あしたのために） ちちんぷいぷい×ミント!』の放送期間中（2020年4月20日）から、キャスター陣の配置を以下のように変更。当番組と『ちちんぷいぷい』の放送を再開した6月1日（月曜日）以降も、7月3日（金曜日）まで以下の配置を続けたほか、玉巻以外のキャスターは『ちちんぷいぷい』内のニュースコーナー（詳細前述）を日替わりで担当していた。
- 月・火曜日：上田悦子（メインキャスター）、金山泉（サブキャスター）
- 水 - 金曜日：西靖（メインキャスター）、玉巻映美（サブキャスター）

2020年8月第3週から 『MBS NEWS』YouTube公式チャンネル で配信を開始した「お天気通信」（気象情報部の制作・平日で「Newsミント!」本番終了以降の時間帯に収録する気象解説動画シリーズ）には、主に前田と玉巻が出演。広瀬が当番組、前田が『ちちんぷいぷい』で伝えた天気予報映像の再配信も実施していた。
西村と玉巻は、2020年12月から2021年3月まで、当番組へ出演しない平日（西村は火曜日・玉巻は水曜日）にMBSラジオで19時台・21時台の定時ニュースを担当。『次は〜新福島!=第4章・冬将軍=』（福島暢啓がパーソナリティを務めるナイターオフ期間限定の生放送番組）内で放送される21時台（「ニュースのジカン。」）では、ニュースの解説も任されている。
関西ローカルパート本編の最終週には、「川地が見んと!」や「野嶋が見んと!」を編成しない一方で、「コロナ×○○」（大吉がインタビュアーを務めた事前収録の対談企画）を「大吉が見んと!」として5日連続で放送した。対談のテーマと相手は以下の通りで、相手はいずれも当番組の関係者。3月4日（木曜日）放送分までは「ライブセンター」以外の場所、TBSテレビアナウンサーの井上貴博（当番組放送期間中の『Nスタ』平日版メインキャスター）を迎えた最終回（5日放送分）のみ、TBSテレビ本社報道局内のニューススタジオ（通常は『JNN NEWS』や『Nスタ』日曜版で使用）と「ライブセンター」の二元中継方式で収録している。
- 2021年3月1日（月曜日）「コロナ×エンタメ」：月亭方正（当日はパネラーとして生放送にも出演）
- 2021年3月2日（火曜日）「コロナ×スポーツ」：竹下佳江（当日は生放送に出演せず）
- 2021年3月3日（水曜日）「コロナ×法律」：仲岡しゅん（当日はパネラーとして生放送にも出演）
- 2021年3月4日（木曜日）「コロナ×教育」：村瀬哲史（対談のVTRに続いて後述するレギュラー冠ロケ企画「村瀬哲史の街GOO!」を放送）
- 2021年3月5日（金曜日）「コロナ×伝え方」：井上貴博（当日は『Nスタ』JNN全国ニュースパートにも出演）

当番組終了時点でのレギュラーアナウンサーからは大吉・西・玉巻・野嶋・川地・山崎、レギュラーパネラーからはロザンとシャンプーハット、準レギュラーパネラーからは浜本・野々村・中間・浅尾・田中理恵・馬渕、ニュース解説者からは中野と三澤が『よんチャンTV』へ異動している。気象キャスターの広瀬は同番組でも天気予報を担当するが、「Newsミント!」のサブキャスターだった玉巻は、「スタジオ担当」（全編のアシスタント）を野嶋と分担している（玉巻は金曜日・野嶋は他の曜日に出演）。

## 放送終了時点でのコーナー
第2部の全曜日共通企画である「○○が見んと!」（○○は担当アナウンサーの苗字）については前述。『おうちにいようよ（→あしたのために） ちちんぷいぷい&ミント!』では、「Newsミント!」（第3部に相当する時間帯へ放送枠を移動）「空見てミント!」「あしたのそらいろ」（「Newsミント!」内に編成、以上はいずれもニューススタジオから放送）「大吉が見んと!」（水 - 金曜日：山中真がMCを務めた月・火曜日には「山中が見んと!」として放送）以外のコーナーを休止していた。

### 「Newsミント!」（16:30 - 17:10）内のレギュラー企画
いずれの企画でも、放送済みの取材映像を、公式サイトの「Newsミント!」ページから動画として公開している。
一部の企画は、TBS NEWS (CS放送) の「列島リポート」（土・日曜日中の毎時50分から10分間編成）において、当番組から数日遅れの録画ネット方式で放送。地上波でも、『ひるおび!』の11時台後半に組み込まれている「JNNニュース」（全国ニュース）内のミニ特集コーナーや、当番組と同じ時間帯に他のJNN加盟局が放送している番組（『Nスタ』第1部やローカル向けの報道・情報番組）内のコーナー において、再編集済みの映像を後日の放送で使用することがある。
『憤懣本舗』（月曜日）
『VOICE』の月曜日に放送されていた調査報道企画（当該項で詳述）を、2019年4月8日（月曜日）放送分から再開。当番組の公式サイトで、視聴者からの情報や調査の依頼を受け付けている。
『VOICE』時代には西が進行していたが、当番組では上田悦子が担当。初回放送後の追跡取材の模様を、『憤懣本舗　その後』というタイトルで、曜日を問わず放送することもある。
『令和をよむ』（火・水曜日→火曜日）
当番組放送初日（2019年4月1日）の午前中（11:40）に「令和」（同年5月1日以降の年号）が発表されたことにちなんだ西の取材企画で、翌2日（火曜日）から火・水曜日に放送。同年の10月改編（2日）からは、放送日を火曜日に集約させていた。
『知っておきたい　異変ファイル』（水曜日）
関西地方における「異変」（自然災害や異常気象）の発生リスクや防災対策に焦点を当てた取材企画で、2019年10月3日から放送。「ファイル」というタイトルにちなんで、放送上は放送回を「#～」（～は通算の放送回を示す洋数字）と表示している。西や毎日放送報道局の記者が取材を担当。
『真相R』（木曜日）
『VOICE』で2018年8月30日から毎週木曜日に放送されていた調査報道企画を継続。企画名の「R」には、Root（核心）、Research（調査）、Reason（原因）、Resolve（解決）、Real（現実）という英単語の意味を重ねている。『VOICE』時代には西が進行していたが、当番組では玉巻が担当。
『ニュースの数字』（金曜日）
直近のニュースに関するデータ（数字）に焦点を当てたうえで、その数字に関わる現場を玉巻が取材。取材の模様をスタジオで報告しながら、数字の背景や理由を紹介していた。
「Newsミント!」では、上記の日替わり企画に加えて、報道系の「特集」を随時放送。「特集」の内容によっては、オープニングの直後から放送することもある。2020年3月24日に放送された「家族に捧ぐ『リングにかけるオヤジたち』」は2020年度関西写真記者協会賞のスポーツ部門、同年8月4日（いずれも火曜日）に放送された「難病ALSを患う妻、支える夫の想い」は企画部門で金賞を受賞。

### 「今日のニュース　大事なトコロに赤えんぴつ」（18時台）
「夕食の準備で忙しい人も、家に帰ってきたばかりの人も、これを見ればその日起きたことがスッキリ分かります!」と銘打って、2019年9月30日（月曜日）から全曜日の第3部で放送されていたニュースコーナー。（全国ニュースの一部を含めた）最新のニュース、本編の第2部までに伝えたトピックス、スポーツニュース、芸能情報を10項目にまとめたうえで、「大事なトコロ」（ニュースの要点）を強調しながら伝えた。タイトルに「赤えんぴつ」を入れているのは、ニュース原稿の見出しや本文のポイントを赤鉛筆で強調するような趣向を、字幕やモニターでの解説画面へ反映させていることによる。2020年11月13日（金曜日）までは『Nスタ』全国ニュースパートからの直結で第3部の冒頭（18:15 - 18:35頃）、同月16日（月曜日）以降は18:35頃からエンディングまで放送。
番組開始当初から2019年9月27日（金曜日）放送分までは、本編のアシスタントが伝えるフラッシュニュース（4 - 6項目）を第3部に編成。スポーツニュースには「スポーツミント!」、芸能情報には「エンタメミント!」というサブタイトルを付けていた。当コーナーでは、改編前のフラッシュニュースを内包する一方で、メイントピックのみ大吉が紹介。
「大事なトコロに赤えんぴつ」の開始後は、大吉の進行で、ヘッドライン（数項目のトピックスの概要）→メイントピック（視聴者へ特に伝えたいトピック1項目）→「エンタメNews」（芸能情報）→スポットCM→「News」（一般のストレートニュース）→「スポーツNews」→「Close UP News」（メイントピックに準ずる1項目の一般ニュース）をの順に放送。放送日によっては、取材現場からの生中継を盛り込むこともあった。
2020年7月31日（金曜日）までは、ヘッドラインとして、10項目のトピックスの概要をPJに横書き（5行×2列）で表示。メイントピックでは、大吉が紹介する文面をワープロ印字風に縦書きで表示したうえで、ポイントに当たる言葉や表現に赤鉛筆で傍線を引いたニュース原稿（縦書きでの原稿）風の画面をモニターに映していた。ただし、実際には放送時間の制約などで伝えられないトピックスもヘッドラインに含まれていた。同年8月3日（月曜日）から、ヘッドラインの項目を当コーナーで伝えるトピックスだけに絞るとともに、ヘッドラインの表示を縦書き（中吊り広告風）にリニューアル。
メイントピックや「Close UP News」では、当日のニュース解説者（月 - 木曜日は辻憲太郎）や三澤が解説を担当。その他のニュースについては、「Newsミント!」の当日のニュースリーダー（または当日夜間のラジオニュース担当アナウンサー）が、いわゆる「影読み」方式で伝えた。
「Close UP News」で全国ニュースを扱う場合には、当日の『Nスタ』第0・1部（毎日放送では非ネット）で放送済みの「Today's News」から、1項目のVTRを編集（当番組仕様の時刻テロップ・天気ループを右上に表示）した映像を使用。関西地方・徳島県内のニュースを取り上げる場合には、毎日放送の報道局が独自に取材した映像を組み込む。いずれの場合にも、ニュースの内容によっては、映像を流した後で上記のニュース解説者による解説を加えることがある。
2020年7月31日放送分までは、大吉が立ったまま単独で進行していた。同年8月3日放送分から、大吉とニュース解説者による共同進行体制へ移行。「Close UP News」のポイントを、ニュース解説者が立ったまま手書きのフリップで紹介する趣向が新たに盛り込まれた。ニュース解説は辻憲太郎と三澤が引き続き分担していたが、火曜日については、同月11日の『ちちんぷいぷい&ミント!夏休みウィーク 夏の自由すぎ研究』から漫才師（ロザン）の宇治原を当コーナー限定でニュース解説者に起用。ただし、辻も宇治原のサポート役として同席している。
2020年11月第3週からの放送時間変更を機に、「今日のニュース　大事なトコロに赤えんぴつ」のタイトルを使用せず、ヘッドラインの表示や進行の方法を再度変更。中吊り広告風のデザインに代わって、ニュース映像をサムネイル画像風に表示するデザインを導入したほか、フラッシュニュースの冒頭にSNSで寄せられた感想や疑問をLINEの吹き出し画面風に表示する趣向を取り入れていた。また、大吉とアシスタント（月・火曜日は野嶋、水 - 金曜日は西村）が立ったまま共同で進行する体制へ移行。「エンタメNews」「News」「スポーツNews」「Close UP News」の区別や、ニュース解説者が「Close UP News」のポイントをフリップで紹介する趣向は変わらないものの、解説者はパネラー席に座ったまま解説するスタイルに戻していた。

### 天気予報
いずれのコーナーにも、「MBSお天気部のテーマ曲」と称するオリジナルのインストゥルメンタルを、季節に応じてBGMに使用。BGMは、四季に合わせて3ヶ月ごとに変更されている。
『フィールド気象予報士 前田智宏の空みてミント!』（月 - 金曜日、17時台後半）→『広瀬駿の空みてミント!』（月 - 水曜日）『前田智宏の空みてミント!』（木・金曜日、いずれも17時台後半）→『空みてミント!』（月 - 金曜日、17時台後半→「Newsミント!」の直前）
番組開始から2020年11月13日（金曜日）までは第2部の終盤（17:44頃 - 17:49）、同月16日（月曜日）以降は「Newsミント!」の直前（16:25 - 16:30）に放送。2019年3月まで『ちちんぷいぷい』第2部のエンディングで放送されていた「マエダ天気」（前田が全曜日で担当）のリニューアル版に当たる。
2020年4月10日までの『フィールド気象予報士 前田智宏の空みてミント!』時代には、「マエダ天気」時代に続いて、前田が自作のイラストなどを交えながら屋外（主に毎日放送本社M館エントランス前）からの生中継を通じて最新（17時発表）の気象情報を紹介。毎日放送本社以外の場所から中継する場合に、「Newsミント!」パートのオープニング・エンディングでも、中継先の映像をニューススタジオ内の大型液晶モニターに映すことがあった。ただし、自然災害の発生時を除いて、前田はこの映像に登場しなかった。
『おうちにいようよ（→あしたのために）　ちちんぷいぷい&ミント!』の放送期間中は休止していたが、2020年6月1日から当番組の放送を再開したことに伴って、広瀬が週の前半、前田が後半を担当。新型インフルエンザ感染防止策などとの兼ね合いで、屋外からの生中継を休止している。再開当初はニューススタジオから単独で伝えていたが、同年7月3日（月曜日）以降は、「ライブセンター」内の第1部・第2部用スタジオセットから大吉と共に進行。8月第3週の『ちちんぷいぷい&ミント!夏休みウィーク 夏の自由すぎ研究』から広瀬が全曜日で担当することに伴って、コーナータイトルを『空みてミント!』に統一した。
『広瀬駿のあしたのそらいろ』（月 - 水曜日）『前田智宏のあしたのそらいろ』（木・金曜日）→『広瀬駿のあしたのそらいろ』（月 - 金曜日、いずれも18時台後半）
『VOICE』の最終年度（2018年度）に放送されていた「広瀬駿（前田智宏）の天気のはなし」のリニューアル版。同コーナーに続いて、「レインボーらいよんチャン」（毎日放送報道局気象情報部のキャラクター）の7つの顔のイラストをタイトルとともにCGで浮かび上がらせたうえで、翌日の天候を象徴する表情の顔のイラストを大きく写してから天気予報を伝えた。ただし、放送の時間帯は頻繁に変更されていた。
番組開始から2020年4月10日までは、『前田智宏のあしたのそらいろ』を月曜日、『広瀬駿のあしたのそらいろ』を他曜日に放送していた。『おうちにいようよ（→あしたのために）　ちちんぷいぷい&ミント!』の放送期間中は、広瀬と前田が隔週交代で全曜日を担当する方式で、当番組第3部の時間帯に編成されていた「Newsミント!」内で継続。2020年6月1日から当番組の放送を再開したことに伴って、広瀬と前田の担当曜日を、「きょうのそらいろ」（『ちちんぷいぷい』内の天気予報）や「空みてミント!」と統一させた。『ちちんぷいぷい&ミント!』に続いて、同年6月30日まではニューススタジオから単独で伝えていたが、7月3日から「ライブセンター」内の第3部用スタジオセットから大吉と共に進行。8月第3週の『ちちんぷいぷい&ミント!夏休みウィーク 夏の自由すぎ研究』から、広瀬が「空みてミント!」と合わせて全曜日へ出演するようになった。

### ナゼトキ
重大ニュース・自然災害の発生などで特別編成を組む場合には休止。月 - 木曜分は2020年11月12日（木曜日）までは17時台の後半（当時編成されていた「大吉が見んと!」「野嶋が見んと!」の直後）に放送されていたが、同月16日（月曜日）から、放送枠を第3部の冒頭（18:15 - 18:35頃）へ移動。
『ナゼトキ』（月・水・金曜日→月 - 金曜日）
「意外と知らない関西人の『なぜ?』をズバッと解明!」と銘打って、2019年9月30日（月曜日）から放送。巷で話題の人物、商品、サービス、店舗、スポットに関する直撃（または追跡）ロケ方式の調査取材を通じて、視聴者の「ナゼ」を徹底的に「トキ」（解き）明かす。視聴者からも、「ナゼ」に相当する疑問を公式サイトで受け付けていた。
月・水曜分では基本として、「ナゼトキ調査員」と称した番組スタッフによるロケリポートを放送。関岡香が主にナレーターを務めていた。「ナゼトキ」につながる取材映像の前に、当日の放送で取り上げる「ナゼ」を訊いた街頭インタビューの映像を流すことが特徴。「調査員」については、2019年内までロケVTRにのみ登場していたが、2020年1月以降は担当VTRの放送日にスタジオへ出演することもあった。
金曜分では、改編前のロケ企画（詳細後述）にも出演していた野々村・哲夫・中間が、週替わりでロケ取材とスタジオ報告を担当。野々村は女性が活躍する現場（職場・サービス・施設など）、哲夫は西村→野嶋とのコンビで寺社仏閣、中間は単独で動物関連のリポートを任されていた。なお、金曜分のみ、放送開始当初から17時台の後半に編成。2020年度には、松川浩子がナレーターを務めていた。
2020年6月15日（月曜日）に放送を再開してからは、火・木曜日にも編成。火曜日には玉巻、木曜日には福島がナレーターを務めていた。なお、2020年6月1日（月曜日）から12日（金曜日）までは、全曜日共通で「聞いてよ大吉!拡散希望さん」と「おうちで楽しく みんなでTik Tok」の放送枠に充てていた。
以下は辻憲太郎が取材とスタジオでの報告・解説を一手に担っていた企画で、当番組の放送を中断する2020年4月まで編成。放送の再開を機に、「ナゼトキ」へ事実上集約された。
『辻憲のちょいサキ!』（火曜日・17時台後半）
「辻憲の『コレだけ』ニュース!」（2019年3月まで『ちちんぷいぷい』月 - 水曜日で放送）に続く辻の取材・解説企画で、「一歩先」とまでは行かないが、「半歩先」と言えるほど近い将来に日常生活を変える可能性を秘めている技術やサービス（ちょいサキ）を紹介。放送週によっては、ニュースの現場へ赴いたうえで、「半歩先」に予想される状況を関係者へ訊いた模様を報告することもあった。なお、辻は当企画の休止（事実上の終了）後も、「ナゼトキ」の火曜分で調査取材を担当。
『辻憲のBUZZ Report』（木曜日・17時台後半）
2019年8月22日か始まった辻憲太郎の冠コーナーで、放送上の通称は「辻憲のBUZZ（バズ）リポ」。コーナー名の「BUZZ」は、Buzzer（ブザー）の語源に当たる英語のオノマトペではなく、「特定の話題がSNS上で一挙に広まる」という意味の新語を指す。
SNS上で話題の動画・画像や、インターネットでまことしやかに呟かれる噂の真相をテーマに、取材班が動画・画像の投稿者や関係者を徹底的に取材。その成果を、辻憲太郎が「今週のBUZZ Flash!」（前半）と「Pick up BUZZ」（後半）の2部構成で紹介していた。
「今週のBUZZ Flash!」では、上記のテーマから1 - 2項目を辻憲太郎を解説。独自に取材した映像を交える「Pick up BUZZ」では、福島が他の出演番組と一線を画した渋い口調で、映像にナレーションを入れている。福島は、同じ口調でタイトルコールも担当。ただし、報道色の強い密着取材映像を「Pick up BUZZ」で放送する場合には、『MBSナウ』や『VOICE』でメインキャスターを経験した馬野がナレーターを務めることがあった。
辻憲太郎がスタジオへ出演できない場合には、大吉が進行。コーナータイトルも、『大吉のBUZZ Report』に改めていた。

### 日替わり企画
一部の企画については、重大ニュース・自然災害の発生・インタビュー企画などで特別編成を組む場合に、第1部の特集枠（16時台前半）で放送するか、放送自体を休止。『ミント!増刊号』（詳細後述）で、過去の放送分のダイジェスト映像を流すこともあった。
番組開始から半年間は、18:22 - 18:45頃に放送。前後にフラッシュニュースをはさんでいたが、2019年10月改編でニュースの放送枠を拡充（「今日のニュース　大事なトコロに赤えんぴつ」を新設）したことに伴って、日替わり企画の放送枠を18:35 - 18:55（金曜日のみ18:50）頃に移動した。放送を再開した2020年6月1日（月曜日）以降は、『おうちにいようよ　ちちんぷいぷい&ミント!』終盤のタイトルに使われていた「あしたのために」を、7月10日（金曜日）まで全コーナー共通のサブタイトルに追加。月 - 木曜日には、「おおきくなったら　なにになりたい」の放送を休止したことに伴って、放送枠を18:59頃まで延長したうえでエンディングに直結させていた。再開当初は、放送期間前にロケを済ませていながら同番組の編成によって放送できていなかった映像を流すか、放送済みの映像に追加取材の模様を交えた「特別編」を編成することで暫定的に対応していた。
2020年11月16日（月曜日）からは、前述した「ナゼトキ」と放送枠を交換する格好で、月 - 木曜分の放送枠を17時台の後半（17:25頃 - 17:49）に移動している。
『たむらけんじの学校に行こッッ!』（月曜日：18時台前半→17時台後半）
2006年10月から2019年3月18日まで『ちちんぷいぷい』の月曜日で放送されていた「たむらけんじの学校に行こッ!」（たむらによる高校への訪問取材企画）のリニューアル版で、同コーナーに続いて橋本のりこがナレーションを担当。
直近に放送した取材映像については、「たむらけんじの学校に行こッ!」時代に続いて、動画に編集したうえで「MBS動画イズム」から放送日の1週間後まで無料で配信していた。
たむらによる高校への訪問企画シリーズでは、『ちちんぷいぷい』内の「学校に行こッ!」時代から14年半にわたって561校（約3万3,000名以上の現役高校生）を取材してきたが、当番組と共にシリーズの終了も決定。この決定を受けて、当番組月曜分の最終回（2021年3月1日）と『ちちんぷいぷい　フィナーレウィーク』月曜分（8日）では、「『たむらけんじの学校に行こッッ!』ザ・ファイナル　今何してる? 夢叶った?? あの時の高校生は今 スペシャル」（高校生時代の出演者に対するたむらのリモート取材企画）を編成している。
『出たとこリサーチ』（火曜日：18時台前半→17時台後半）
「買ったモノを紐解けば、買った人の生き様が見えてくる」という趣旨で、商業施設で買い物を済ませたばかりの客への直撃インタビューを通じて、買い物の中身や目的から「買いモノにまつわる物語」を掘り起こすロケ企画。取材先の施設の特徴やキャンペーンも紹介する。
菅がスタジオに出演する場合には、単独でロケの模様を報告。その一方で、菅以外のスタジオ出演者に向けて、ロケの内容に関するクイズをVTRの途中で出題することもあった。
ロケVTRのナレーターを、玉巻が担当。ナレーションや字幕では、リポーターを愛称 で紹介していた。また、菅がロケにもスタジオにも出演できない場合には、よしもと新喜劇の座員（未知やすえ や西川忠志）がロケリポートのみ代演していた。
2019年8月までは、菅に加えて、松井もロケに同行。松井がロケに出演できない場合には、他の女性アナウンサー（辻沙穂里など）が代理でリポーターを務めていた。以降の放送では、菅やリポーターの代理者が、取材先の店舗のスタッフを伴いながら来店客へのインタビューを実施している。ただし、リポーターの代理者や毎日放送の女性アナウンサーはロケVTRにのみ登場するため、菅が出演しない場合にはスタジオ報告を割愛していた。
2020年6月の放送再開直後には、菅が店頭へ出向かない代わりに、「リモート菅ちゃん」という方法でロケを実施。店舗以外の部屋とテレビ電話方式でやり取りできるカメラ付きモニターを店頭へ設置したうえで、その部屋に控える菅とのやり取りを希望する来店客から、モニターを通じて買い物の中身や目的を訊き出していた。後に、新型コロナウイルスへの感染防止策を施したうえで、店頭でのロケを再開。
『わざわざシャンプー』→『わざわざグルメ調査隊』（水曜日：18時台前半→17時台後半）
「関西芸能界のグルメ王」とされているてつじが、「わざわざ」不便な場所などに出店した名店の秘密を、自己流の推理を交えながら辻とのコンビで解き明かす。2019年3月まで『ちちんぷいぷい』で隔週水曜日に放送されていた同名の企画を引き継いでいるが、辻沙穂里が出演できない場合に、毎日放送から他の女性アナウンサーがロケに同行するところ が『ちちんぷいぷい』時代と異なる。
番組開始から2019年7月3日までは、『わざわざシャンプー』という共通タイトルの下に、上記の企画（放送上のタイトルは『わざわざシャンプー てつじ編』）と後述する『わざわざシャンプー こいで編』を隔週交互に放送していた。同年10日から『てつじ編』だけの毎週放送を開始。同月24日放送分から、『てつじ編』時代のサブタイトルだった『わざわざグルメ調査隊』を、『わざわざシャンプー』に代わるコーナータイトルとして復活させた。
『わざわざシャンプー こいで編』では、3児の父親で、『パパは漫才師』という漫画のシリーズ作品を発表するほど家庭的な一面を持つこいでが、武川とのコンビでリポーターを担当。毎回1軒の家庭を訪問するとともに、その家庭からの「お願い事」（依頼）に応えていた。公式サイトでは、2人に自宅まで「わざわざ」来て欲しい家庭からの応募を受付。当選した家庭の住居をオーバーオール姿のこいで・武川が突然訪れたうえで、当選の旨を応募者に直接伝える趣向を講じていたため、応募者がロケ当日の在宅を確約できることが応募の条件になっていた。
『わざわざシャンプー』の初回から2019年9月25日放送分までの『わざわざグルメ調査隊』までは、NTTdocomoの単独提供コーナー として編成。『わざわざグルメ調査隊』では、紹介する店舗を1ヶ所にとどめていた。同年10月改編でのノンスポンサー化・第3部リニューアルを機に、特定のエリア内で2ヶ所の店舗を取材した模様を紹介する趣向に変更。
ロケVTRのナレーターについては、『わざわざシャンプー』時代から豊崎が担当。毎日放送のアナウンサー時代には、放送上クレジットに表示されていなかった。同社からの退社前日（2019年10月30日）以降の放送では、肩書きなしの「豊崎由里絵」名義で紹介されている。
新型コロナウイルスへの感染拡大の影響で、2020年4月以降はてつじ・辻沙穂里コンビによるロケを中断。中断期間中は、過去の放送で紹介した店舗を応援する目的で、番組スタッフによる追加取材を交えた「特別編」を放送していた。てつじが参加するロケの本格的な再開に合わせて、同年6月24日放送分からリニューアルを実施。てつじやスタッフが取材した3店舗から、てつじ以外のスタジオパネラーに向けて、「わざわざ」の理由に関するクイズを1店につき1問ずつ出題するようになった（2問目はてつじが単独で取材した店舗から出題）。リニューアルを機に、てつじはクイズの進行、豊崎は出題VTRのナレーションを兼務。同年8月5日放送分から、てつじ・辻沙穂里コンビによるロケを再開したうえで、ロケ先の店舗から出題するクイズを3問目に移している。ただし、辻の第一子懐妊がロケの再開後に判明したため、2020年9月放送分以降のロケでは関岡か清水麻椰から1名が辻に代わって同行。同月23日放送分から山崎 を辻の後任に起用しているが、関岡が同行することもある。
毎日放送の放送対象地域内の一部府県に対して、日本政府が新型インフルエンザ等対策特別措置法に基づく新型インフルエンザ等緊急事態宣言を（2020年4月に続いて）再び発出した2021年1月13日（水曜日）以降も、発出前に収録したロケの映像を「関西地方の飲食店を応援する」との触れ込みで放送。再発出の翌週（1月20日）からは、上記の趣旨に沿って、過去に調査した飲食店が通信販売・テイクアウト向けに提供している「お取り寄せメニュー」もエンディングで一品紹介していた。
『村瀬先生の街（MATCH）GOO! 　関西深掘りニュース』（木曜日：18時台前半→17時台後半）
「Newsミント!」コメンテーター陣の1人で、大阪府内の中学校を皮切りに、数々の予備校で地理を教えている「村瀬先生」（村瀬哲史）の冠コーナーとして2020年4月2日から放送。関西地方の1つの街をテーマに、歴史・名物・最新グルメなどの知って得する情報や、地元ならではのニュースを、村瀬からパネラー陣へのクイズ（解答時間は1人につき10秒以内）を通じて深く掘り下げる。ロケ先に黒板とホワイトチョークを持ち込んだうえで、村瀬がオープニングとエンディングで、取材先の街に関する雑学を予備校の講義さながらに解説していることが特徴。エンディングでは、「知って得する30秒雑学」と称して、30秒間で解説を済ませている。
タイトルの「街GOO!」は、「バッチグー!」（「ばっちり」と「グッド!」を組み合わせた造語でかつての流行語）に「良い街」という意味を重ねていて、「マッチグー!」と読ませる。右手の拳から親指だけを立てて前に向けながら「街GOO!」と叫ぶ決めポーズも特徴で、金曜日に『ちちんぷいぷい』のアシスタントを務める松本麻衣子 が、2019年度に放送されていた「アジアンのぶらパト」に続いてナレーションを担当。
村瀬は、当番組開始前の2017年10月から、『上泉雄一のええなぁ!』（MBSラジオで平日→月 - 木曜日の15:30 - 17:43に放送中の生ワイド番組）に週に1回パートナーとして出演。当番組で「Newsミント!」「大吉が見んと!」が放送されている17時台前半には、冠コーナー の進行を任されている。2020年4月改編から出演曜日を火曜日から木曜日 へ変更したが、当コーナーでは同年6月18日放送分までスタジオに登場せず、ロケVTRでのリポートとクイズの出題に専念。同年の11月第3週から当コーナーの放送枠を（『上泉雄一のええなぁ!』へ出演している）17時台後半まで繰り上げたことを機に、スタジオへの出演が事実上不可能になった。
2020年6月25日・7月2日放送分では、村瀬がスタジオに出演。番組スタッフがあらかじめ取材した映像から、松本のナレーションでスタジオのパネラー陣にクイズを出題したうえで、村瀬がスタジオで解説していた。7月9日放送分から、村瀬が登場するVTRロケを再開。ロケを重ねるにつれて、取材相手が村瀬に対してクイズを突然出題するパターンが定着していた。
2020年10月以降の放送では、『トリビアの泉』（フジテレビ制作、関西地方では関西テレビで同時ネット）の「へぇ～」に似た趣向で、当日に取り上げるニュースの価値（知って得する度合い）をあらかじめ5段階 で評価（評価の単位は「GOO!」で3の場合には「3＜さん＞GOO!」）。ニュースを紹介する前に、評価の結果を松本による絶叫調のナレーションで伝えているほか、村瀬が前述したポーズを披露している姿をかたどったキャラクターイラストを、評価と同じ数だけロケ映像の下側に横一列で表示していた。
『密着　朝駆け夜討ち』（金曜日：18時台前半）
謎めいたスポットや、気になる店舗のキーパーソンに直撃取材を敢行する企画で、2020年4月改編から放送。「キーパーソンの携わる仕事が必要とされているのはなぜか?」「キーパーソンが携わるスポットや店舗には、どのような思いを抱えた人々が集まるのか?」といった疑問を解明しながら、密着取材で浮かび上がった人間模様を紹介した。
コーナータイトルの「朝駆け夜討ち」は、「夜討ち朝駆け」（早朝と夜間の1日2回にわたって同じキーパーソンへの接触を図る取材手法）という記者用語にちなんでいる。当コーナーでは、キーパーソンに対する出勤時（早朝）の密着取材と、終業時（夜間）の直撃取材を主体に構成。取材VTRにはリポーターが登場しないため、馬野がナレーションを付けていたほか、VTRを流す前に大吉がスタジオで概要を説明していた。
この企画のみ、他曜日と違って、放送開始当初から基本の放送枠を18時台の前半（第3部の冒頭）に固定。放送週によっては、放送の順番を「ナゼトキ」と入れ替えることや、放送をあらかじめ休止することもあった。

## 過去のコーナー
『ぶち破れ！私、藤林虎子になります!!』（月曜日第1部：2019年度）
毎日放送が2019年度に展開する阪神タイガースの応援キャンペーン「タイガース全力応援宣言　ぶち破れ!MBSがヤル」と連動したコーナーで、2019年4月8日 から放送を開始。2016年から『みんなの甲子園』（選抜高等学校野球大会の期間中にテレビで放送するダイジェスト番組）のキャスターを担当する藤林が、「虎子（TORACO＝阪神を全力で応援する女性ファン）」と同じ目線を持つべく、阪神関連の本格的な取材に初めて取り組んでいた。
藤林は2019年に、井上雅雄（先輩のスポーツアナウンサー）・狩野恵輔（『MBSベースボールパーク』阪神戦中継フィールドキャスター）と並んで、「ぶち破れ!MBSがヤル」のキャンペーンキャラクターに起用。instagramでは、自身のアカウントとは別に、「藤林虎子」 名義で当コーナーの公式アカウントを開設している。その一方で、当番組開始前の2017年10月2日から、毎週月曜日の『上泉雄一のええなぁ!』で一部のコーナーにレギュラーで出演中。このような事情から、担当コーナーの合間に中座する格好で、阪神ホームゲームのレプリカユニフォーム（背ネームは「ATSUKO」で背番号は「4」）を羽織りながら「ライブセンター」へ登場していた。
藤林が「虎子は1日にして成らず」と言った後に取材VTRを放送することや、オリックス・バファローズのファンを公言しているたむらとの間で丁々発止のやり取りを展開すること が特徴。「選手に聞いてミント!」（藤林による阪神選手へのインタビュー企画）にオリックスへの在籍経験がある選手が登場する場合や、関西ダービーを取材する場合には、たむらが藤林へのサポート役として収録に同行していた。
日本プロ野球シーズン中（年度上半期）の放送では、月 - 金曜日に編成されていた「ぷいぷい with Tigers」と違って、阪神の公式戦ダイジェスト映像・実況音源 の放送や試合展開の紹介 を事実上割愛。藤林による阪神関係者・ファンへのロケ取材を中心に構成しているため、同コーナーに登場していた毎日放送の野球解説者や、宮脇徳弘（毎日放送スポーツ局解説委員）もレギュラーでは出演していない。その一方で、阪神甲子園球場で開催予定の阪神ホームゲームから一部のカード（主に週末開催の3連戦）を対象にした視聴者への指定席招待企画を、「生でミント」という名称で『ちちんぷいぷい』から継承。同番組時代からの応募方法である電子メールに加えて、当コーナーの感想に「#藤林虎子」というハッシュタグを添えたツイートを発信することを条件に、twitter上でも応募を受け付けていた。
「生でミント」の告知と連動している週に、重大ニュースの発生などで第1部に放送できない場合には、藤林が（『上泉雄一のええなぁ!』の出番を終えて）出演できる時間帯（第2部の17:30頃以降か第3部のエンディング間際）に放送枠を移動させることで対応。逆に、告知と連動していない週で同様の事態に至った場合には、当コーナーを休止していた。
プロ野球オフシーズン（年度下半期）には当コーナーをレギュラーで編成せず、藤林から阪神関係者へのインタビュー企画や、生中継を交えた藤林の阪神キャンプリポートなどを随時放送している。
2020年4月改編で「藤林虎子」名義の企画を『ちちんぷいぷい』の金曜日へ組み込む（実際には6月12日から「あしたのために　フレ!フレ!スポーツ」の金曜分として放送する）ことに伴って、発展的に解消。藤林は同番組のレギュラー陣へ復帰する一方で、『上泉雄一のええなぁ!』月曜日へのコーナー出演を続けながら、「藤林虎子」として『タイガース全力応援宣言　MBSマンデーベースボールパーク』（MBSラジオ）のパーソナリティを井上と共に務めている。
『世界のビックリ動画』（月 - 木曜日第3部：2019年4月1日 - 4月18日）
月 - 木曜日の第3部で、オープニング→ストレートニュースに続いて18:20頃に放送。 「Today's VOICE」の最終項目として随時放送していた動画ニュースからの派生企画で、世界各地から厳選した目を疑うような動画を、クイズ形式で毎日1本ずつ紹介していた。
『特命取材班 チームF』（木曜日第2部：2019年4月4日 - 8月2日）
2018年に『ちちんぷいぷい×VOICE - 』内の特別企画として5日間放送されてから、同年10月から2019年3月まで『ちちんぷいぷい』金曜日の第2部にレギュラーで組み込まれていた「私たちスルーできないっ!」のリニューアル版で、Female（女性）という単語の頭文字を冠した「チームF」（女性だけの取材班）を結成。「私たちスルーできないっ!」のリポーターであった松本・市川も、「チームFのメンバー」として続投した。
「私たちスルーできないっ!」と同様に、街にあふれる疑問、噂、困り事などの真相を探るべく、松本・市川が女性ならではの視点に沿って隔週交代で取材・報告を担当。「チームFのメンバー」である女性ディレクターからの「指令」 を取材のベースに置いている点が異なっていた。後述する「夏休みウィーク」の前週に終了したが、市川は金曜日第1部のリポーター、松本は他コーナーのナレーターを引き続き担当。
『この人フォローしとく?』（月曜日第2部：2019年4月1日 - 9月23日）
SNSで話題になっている人物へのインタビュー企画。写真や動画だけでは伝わらない素顔や裏側を、歯に衣着せぬ言動が持ち味の野々村が直撃していた。
西村がナレーターを担当。野々村は当初ロケVTRにのみ出演していたが、2019年の7月以降は、第1部・第2部・第3部のパネラーを兼ねてスタジオへ随時登場していた。同年の10月改編で「ナゼトキ」の月曜分に変更されてからも、金曜分のリポーターを随時務めている。
『バイヤーのコレ買いやー』（水曜日第2部：2019年4月3日 - 9月25日）
全国各地から逸品を発掘する百貨店やセレクトショップのバイヤーに、かつみ♥さゆりのさゆり扮する「見習いバイヤー」が密着しながら、「『買い』に値する逸品」を探し出すロケ企画。instagramには、当コーナー専用のアカウント が設けられている。
ナレーターを寺田有美子 が担当。さゆりは当初ロケVTRにのみ出演していたが、2019年7月以降は、当コーナーにのみスタジオへ登場していた。また、さゆりに代わって、森田まりこ（よしもと新喜劇の座員）がリポーターを務めることもあった。
『外国人のニッポンごはん』（金曜日第2部：2019年4月5日 - 6月28日）
実父がアフリカ系アメリカ人にもかかわらず、英語を全く話せないことを公言している東京都内育ち のアントニーがリポーターを務めるロケ企画の第1弾。「食を通して日本の魅力を再発見しよう!」という意気込みの下に、関西地方の観光名所を訪問中の外国人観光客の食事（ニッポンごはん）に同行していた。
豊崎がナレーターを担当。アントニーは初回からロケVTRにのみ登場していたが、最終回で初めてのスタジオ出演を果たした。
『外国人のニッポン真名所ツアー』（金曜日第2部：2019年7月5日 - 9月27日）
関西地方を訪問中の外国人観光客に紹介したい名所を「真名所（しんめいしょ）」と称したうえで、ロケ先で出会った外国人観光客を「真名所」に案内しながら、日本の印象や「真名所」の感想などを訊いたロケ企画。実際には、アントニーが単独でリポートを担当する企画と、笑い飯哲夫を加えた2名のリポーターで収録した企画を織り交ぜながら放送していた。いずれの企画でも、豊崎がロケVTRのナレーターを担当。笑い飯哲夫は、当コーナーが「ナゼトキ」の金曜分に変更されてからも、野々村と同じく金曜分のリポーターを随時務めている。
アントニーは、当コーナー限定でスタジオにも登場することがあった。また、笑い飯哲夫がロケに同行する場合には「笑い飯哲夫の明るく楽しいお寺ツアー」（『ちちんぷいぷい』で2018年3月から2019年3月までの隔週で金曜日に放送していた神社・仏閣案内ロケ企画）、中間が同行する場合には「じゅん愛いきもの係」（同番組で2017年10月から2019年3月まで隔週で金曜日に放送していた動物関連のロケ企画）を事実上引き継いでいた。なお、笑い飯哲夫と中間によるロケ企画は、「ナゼトキ」の金曜分でも上記の趣旨で継続。
『アジアンのぶらパト』（木曜日第3部：2019年4月4日 - 2020年3月26日）
2025年日本国際博覧会の開催が予定されている大阪市内を主な舞台に、「街の平和を守るパトロール」という名目で、アジアンの2人が聞き込み調査を敢行したロケ企画。コーナータイトルの「ぶらパト」は、企画の趣旨である「ぶらぶらしながらパトロール」に、木曜日の後枠番組である『プレバト!!』 を重ねている。行く先々で出会った人々からの「タレ込み情報」を手掛かりに調査することや、「パトロール」という設定に沿って、調査対象の店舗や人物の扱いを「逮捕」や「釈放」と表現することが特徴。
松本麻衣子がナレーターを担当。ナレーションや字幕では、隅田を苗字だけで称しているのに対して、馬場園を（名前の梓にちなんで）「アズサ」と紹介していた。また、2019年7月以降に放送されたロケでは、隅田・馬場園とも警察手帳風のオリジナル手帳を携行していた。
『吉本アメイジング劇場～AMEGEKI～』（金曜日第3部：2019年7月12日 - 2020年3月27日）
「アメイジング（Amazing＝びっくりした）!」と叫びたくような知る人ぞ知る実話を、よしもと新喜劇のメンバー による演技で再現した映像に当事者の証言を交えながら紹介したコーナー。取り上げる実話は「奇跡のような親子の再会」「行列店誕生の秘話」「事件を解決した意外な方法」などで、再現VTRには、「アメイジング」なポイントを演技と字幕で強調する演出を施している。ただし実際には、回を重ねるにつれて、「行列店誕生の秘話」の再現に事実上特化していた。
番組開始から2019年7月5日までは、『モメゴト～あなたならどうする?～』というタイトルで放送。実話に基づいた「モメゴト」（日常生活における夫婦・家族・近所での揉め事）を、よしもと新喜劇のメンバーによる演技で再現したVTRを基に、スタジオパネラーやゲストが解決策を提案していた。
「モメゴト」のVTRをスタジオで見るパネラーやゲストには、般若をかたどった取っ手付きのお面を持たせるとともに、「これはアカン!（許せない）」と感じたシーンで顔を覆うことを求めていた。お面で顔を覆わせる回数に制限はなく、大吉が進行、豊崎が"モメゴト"の状況説明や関連情報の紹介を担当。
以下は、放送期間の途中までレギュラーで編成された後に、途中から休止したまま復活しなかった企画。
『おおきくなったらなにになりたい?』（月 - 木曜日・エンディング直前）
ロケによる児童へのインタビュー取材を基に、その児童が述べた将来の夢を、アニメーションやナレーションを交えながら毎日1名ずつ紹介するコーナー。『ちちんぷいぷい』時代には福島、当番組では上田琴美がナレーションを付けていた。
当番組では、大吉が視聴者に向けて「今日も素敵な夜をお過ごし下さい」と言った後に、毎日放送の本社に近い扇町公園を中心に収録したロケVTRをエンディングまで1分間放送。VTRの最後には、「明日も見てミント!」というメッセージを表示させていた。
金曜日には、前述した「突撃プレゼント」の生中継をエンディング間際に流していたため、基本として放送しない。ただし、生中継の放送時間を繰り上げたうえで、編成上の事情から他曜日で放送を見送った映像を中継の終了後に流すことがあった。
2020年6月の番組再開後は、新型コロナウイルスへ感染拡大の影響などを踏まえて、レギュラー放送を休止。ただし、8月の第3週・第4週には、キッザニア甲子園で収録した内容を「夏休み特別企画」として放送していた。また、YouTube上の当番組公式チャンネル では、番組の開始から2019年10月24日（木曜日）までに放送されたロケ映像をアーカイブ動画として公開している。
『突撃プレゼント！紅しょうがの今週もおつかれさーん』（金曜日・エンディング直前）
1週間の疲れを吹き飛ばすような逸品のプレゼントを希望する視聴者から、抽選で決まった当選者の自宅に紅しょうが（女性の漫才コンビ）が出向いたうえで、生中継の最中にプレゼントを直接渡していた。
2019年11月1日放送分では、紅しょうがの2人が音楽グループ・超特急のメンバー、カイ・ユーキとともに当選者の自宅を訪れ、超特急サイン入りグッズのプレゼントを直接手渡した。
2020年3月20日放送分では、紅しょうがの2人が上沼恵美子に扮したますみ（天才ピアニスト）と当選者の自宅を訪れたが、放送時間内にプレゼントを手渡すことができなかった。
中継の最後には、次回のプレゼントと「応募のテーマ」を告知。紅しょうがの2人が当選者にプレゼントを渡せた場合には、当選者や家族と「今週もおつかれさーん」と斉唱することで中継を締めくくっていた。
プレゼントへの応募は、放送日のコーナー開始直前（18:00）から、翌週火曜日の午前中（10:00）まで公式サイトで受付。応募のテーマを週替わりで設けているため、そのテーマに合致することや、当選者の発表を兼ねた自宅からの生中継を承諾できることが応募の条件になっていた。
前述した特別編成で放送の翌週に第3部を休止することがあらかじめ決まっている場合には、当コーナーの中継を翌々週以降に延期する代わりに、プレゼントへの応募受付期間を通常より延長していた。
紅しょうがは基本として、中継先からのみ出演。募集の告知→応募の受付→当選者の決定→プレゼントを1回の放送中に完結させる特別企画を「夏休みウィーク」などに放送する場合には、募集の告知を兼ねて、生中継の前にスタジオへ登場することがあった。
前述した事情から、2020年4月10日以降の放送分では上記の生中継を休止する代わりに、紅しょうががスタジオでプレゼントの現物を紹介する方式に変更。公式サイトから希望者を募集した後に、当選者を翌週にスタジオで発表していた。6月19日放送分から生中継プレゼントを再開したが、9月4日放送分を最後に休止。休止後も新型コロナウイルスへの感染拡大に歯止めが掛からなかったことや、11月第3週からのリニューアルで当コーナーの中継枠がローカルニュース（第3部金曜分）の放送枠へ充てられたことなどから、復活には至らなかった。

## テーマソング
- 湘南乃風「大きくなったら」（「おおきくなったらなにになりたい?」で使用）
- Schroeder-Headz「ハルシュラ｣（番組開始当初から「Newsミント!」のオープニングで使用)
- 【.qui】｢springlike｣（特別番組を編成する場合のエンディングで使用）

以下の楽曲はいずれも、月 - 木曜日のエンディングに使用。金曜日にのみ、SHISHAMOの「明日も」がエンディングに流れる。
- SHISHAMO「サボテン」（2019年4月1日 - 9月26日）
- Hump Back「LILLY」（2019年9月30日 - 2020年3月26日）
- 緑黄色社会「始まりの歌」（2020年3月30日  - 2021年3月5日）

## 特別番組

### 『ミント!特別号』
当番組のPRを兼ねて不定期で土曜日・日曜日の午後に関西ローカルで放送する特別番組で、2019年6月23日（日曜日）の12:54 - 14:59に初回を放送。通常は18時台に放送する日替わり企画から、過去の放送分の再編集版を流すほか、本編のスタジオセットで収録したオリジナルパート（当該企画のリポーターと大吉によるトークパート）も放送していた。

### 「Newsミント!」からの派生番組
- 2019年8月19日：『京アニへ　祈りの夏・聖地の声』（1:25 - 2:25＝8月18日の25:25 - 26:25）

毎日放送の放送対象地域内にある京都市伏見区で2019年7月18日（木曜日）に発生した京都アニメーション放火殺人事件に関して、同年8月12日（月曜日）から8月16日（金曜日）まで「Newsミント!」で放送されていた同名の取材特集企画 を、再編集のうえで単独番組として編成。京都アニメーション（京アニ）を代表するアニメーション作品（『響け!ユーフォニアム』『Free!』『氷菓』『けいおん!』『涼宮ハルヒの憂鬱』『聲の形』）のロケ地（「聖地」） を毎日放送報道局のスタッフが訪ねたうえで、「聖地」を訪れるファンや地元住民の声を集めながら、事件の犠牲になったクリエイターたちの鎮魂と上記の作品を称えた。
「Newsミント!」のキャスター陣から、西と玉巻がナレーターを担当。関西ローカル向けに放送されたが、放送の直後から2019年9月18日までは、本編の動画を「MBS動画イズム」を通じてインターネット向けに無料で配信している。
前述の事件については、発生の当日から2019年7月27日までに死亡が確認された被害者（犠牲者）35名のうち、遺族から了承を得られた10名の氏名を京都府警察が同年8月2日に公表。『 - 祈りの夏』を放送後の8月27日には、残り25名についても、全員の葬儀が終わっていることを理由に氏名の公表へ踏み切った。毎日放送ではTBSと協議したうえで、「遺族が公表を望んでいない犠牲者については、遺族が既に取材へ応じている場合を除いて、京都府警察による公表から24時間以内に限って実名で報じる」という方針を、同年7月末の時点で決定。しかし、2回目の公表に対しては、「遺族が公表を承諾した5名のみ（当番組への内包分などの）ローカルニュースで氏名を報じる」という独自の措置を講じた。事件・事故の被害者をめぐる取材・報道のあり方をめぐって毎日放送の報道局が2018年頃から議論を続けていることや、25名中20名の遺族が公表に難色（または公表拒否の意向）を示していることを踏まえた措置で、報道番組をレギュラーで編成している他の放送局とは一線を画した（当該項で詳述）。
- 2019年・2020年12月31日：『ミント!スペシャル　真相R特別編』（17:00 - 18:00）

当該年の「真相R」で取リ上げた内容に取材を加えたうえで、「Newsミント!」用のニューススタジオで事前に収録した内容を放送。西が単独で進行する。MBSテレビでは、『VOICE』の特別番組として放送された2018年以降、当番組を自社制作による年内最後の単独番組として編成。他の在阪テレビ局が年末特別編成で報道以外のジャンルの番組を放送している時間帯ながら、毎日放送によれば、いずれの年も高い視聴率を記録しているという。また、放送終了後にMBS動画イズムや民放公式無料見逃し番組配信サービス・TVerでも期間限定で無料配信された。
2019年（スタジオパネラー：千原ジュニア・優木まおみ・住田裕子）：「令和に蔓延（はびこ）る“○○の闇”に迫る」と銘打って、「インターネット社会の闇」（投稿サイトでの「やらせレビュー」「下げレビュー」やSNSでのフォロワー水増し）「特殊詐欺」「西成の闇市」（処方医薬品をめぐる路上での違法商取引）などの実態を改めて紹介した。
2020年（スタジオパネラー：カンニング竹山・優木まおみ・住田裕子）：2020年12月19日（土曜日）に収録。「ネット社会に潜む“コロナ禍の闇”に迫る」というテーマで、「“怪しすぎる”新型コロナウイルス感染予防関連商品」「SNS上での誹謗中傷」「闇バイト」を取り上げた。MBSテレビでは、2021年1月10日に放送された『MBSマンスリーリポート』の特集コーナーで、取材や収録のプロセスを紹介。
- 2020年1月18日：『Newsミント!スペシャル　阪神・淡路大震災25年　シンカのキセキ』（0:35 - 1:35＝1月17日の24:35 - 25:35）

毎日放送の放送対象地域である兵庫県南東部で1995年1月17日（火曜日）の5:46に発災した阪神・淡路大震災から25年を迎えたことに関する特別番組で、ニューススタジオから放送。2020年1月13日（月曜日）から「Newsミント!」で放送されていた同名の取材特集企画のダイジェスト映像や、発災直後と放送前日（5:46前後）の神戸市内の取材映像を織り交ぜながら、発災から25年間の「シンカのキセキ」を改めて振り返った。ちなみに、「シンカのキセキ」というタイトルには、「進化の軌跡」「深化の軌跡」「真価の奇跡」という言葉を重ねている。
「Newsミント!」のキャスター陣から、西と玉巻がスタジオ進行を担当。福和伸夫（名古屋大学減災連携研究センター教授・センター長） を、ゲストとしてスタジオに迎えた。ちなみに、西と解説委員の三澤は、阪神・淡路大震災発災の前年（1994年）にアナウンサーとして毎日放送へ入社。当時居住していた阪神間で発災に遭遇した直後から、震災関連の取材へ携わっていた。

### 『ちちんぷいぷい』との合同特別番組

#### 『ミント!選挙スペシャル』
国政選挙投・開票日の夜に生放送。編成上は、TBSが制作するJNN報道特別番組の内包（関西ローカル向け差し替え）番組に当たる。
- 2019年7月21日：第25回参議院議員通常選挙『ミント!選挙スペシャル～夏休み！ミントの森に集う昆虫と仲間たち～』

『Nスタ×news23 選挙スペシャル』（19:57 - 翌2:00）のうち、21日23:45までのパートの大半 を差し替えて放送。大吉と西がメインキャスター、金山が開票速報、三澤がスタジオ解説を担当した。また、当番組本編のレギュラーパネラーから笑い飯哲夫、「Newsミント!」のコメンテーターから中野、『ちちんぷいぷい』のみのレギュラー陣から沢松奈生子、両番組の火曜レギュラー（いずれも放送時点）であるロザンの宇治原・菅がスタジオに登場。哲夫は、毎日放送本社のある大阪市北区内に設けられていた日本維新の会開票センターからの中継リポートも担当した。『ミント!』『ちちんぷいぷい』でのレギュラー出演を経験していない井上咲楽（放送時点で19歳）も、「政治好きタレント」という触れ込みで、スタジオパネラー兼ロケ取材リポーターとして出演した。
上記の大吉・西・金山以外にも、毎日放送の現役アナウンサーから11名（全員『ちちんぷいぷい』のレギュラー経験者）が中継リポートを担当。当番組本編のレギュラーアナウンサーから西村・豊崎・藤林・三ツ廣、「Newsミント!」のレギュラーアナウンサーから上田悦子・玉巻・河本、『ちちんぷいぷい』のレギュラーアナウンサー（いずれも放送時点）から山中真（月 - 火曜日MC）・河田直也（水 - 金曜日MC）・福島（水曜日を中心にコーナー出演） を起用するとともに、2017年9月まで同番組リポーター陣の1人だった森本尚太も登場していた。
『ちちんぷいぷい』と『VOICE』の共同制作（2016年7月10日執行の第24回参議院議員通常選挙以降の開票特別番組の差し替え枠）時代に話題を呼んだ「国会カードバトル」（開票状況をアニメーションでカードゲーム風に紹介する演出）については、家族で楽しめる構成を引き継ぎながらも、どうぶつの森を連想させる演出を盛り込んだ「ミントの森」にリニューアル。学生・児童の夏休み期間中の放送でもあることから、候補者を昆虫図鑑風のカード で紹介したり、選挙に関して視聴者から寄せられた疑問に「森のおじさん（記者歴25年）」と称する樹木状のアニメキャラクターが答えたりする趣向を取り入れていた。

#### 「夏休みウィーク」
- 2019年：8月5日（月曜日） - 9日（金曜日）「ちちんぷいぷい×ミント! 夏休みウィーク」（13:55 - 19:00）

当番組と『ちちんぷいぷい』のレギュラー放送枠を維持したまま、（『Nスタ』第2部・全国ニュースパートを除く）全編を関西ローカル向けに生放送。『ちちんぷいぷい』との共通企画として、「親子で出かける夏旅」というテーマの下で、1日1組（最大4名）を対象に旅行へ招待するキーワードプレゼント企画も実施した。当番組ではエンディングでキーワードを発表していたため、この期間のみ「おおきくなったらなにになりたい?」を休止。
編成上は前年の『ちちんぷいぷい×VOICE - 』と同様の合同特別番組に当たるが、期間中の共通テーマについては、当番組と『ちちんぷいぷい』で別々に設定。当番組では、「初体験」をテーマに「大吉が見んと!」の特別版などを放送する一方で、「Newsミント!」を通常どおり編成していた。
「大吉が見んと!」の特別版は、通常の「大吉が見んと!」に続いて、17時台の日替わり企画枠で連日放送。（放送時点で）大吉以外のスタジオレギュラー陣から以下の人物が取材報告を初めて体験したほか、「大吉が見んと!」と同じ趣向のオープニング映像を、取材報告者に応じて特別に制作していた。
8月5日（月曜日）：「方正が見んと!」（リポーター：月亭方正）
8月6日（火曜日）：「西村が見んと!」（リポーター：西村麻子）
8月7日（水曜日）：「こいでが見んと!」（リポーター：シャンプーハットこいで）
8月8日（木曜日）：「辻憲が見んと!」（リポーター：辻憲太郎）
8月9日（金曜日）：「哲夫が見んと!」（リポーター：笑い飯哲夫・豊崎由里絵）
- 2020年：8月10日（月曜日・山の日） - 14日（金曜日）「ちちんぷいぷい&ミント!夏休みウィーク 夏の自由すぎ研究」（13:55 - 19:00）

本来は『ちちんぷいぷい』のエンディングに当たる時間帯（15:44前後）に「ちちんぷいぷいvsミント! クイズ王伊沢拓司の自由すぎクエスチョン!」を編成したことから、大吉と（「Newsミント!」パートを除く）当日のスタジオパネラーが「ミント!チーム」として、「ちちんぷいぷいチーム」（当日のスタジオパネラー陣）とクイズで対決した（伊沢は出題VTRにのみ登場→通算成績は「ミント!チーム」の2勝3敗）。
毎日放送では村田の急逝後も社員に新型コロナウイルスへの感染が相次いだことから、12日（水曜日）第1部の特集では、7月の下旬に感染が確認された30代の男性報道局員（大阪市在住）が発症からPCR検査などを経て職場への復帰に至った経緯を、本人の実名を伏せながら記録を基に紹介した。
第2部では、「大吉が見んと!」を通常どおり大吉の取材報告に充てた一方で、月亭方正（10日）・辻憲太郎（11日）・シャンプーハットこいで（12日）・学天即奥田（13日）・笑い飯哲夫と野嶋（14日）が「ナゼトキ調査員」として調査ロケへ赴いた模様を「ナゼトキ」で放送した。
第3部の「大事なトコロに赤えんぴつ」では、前述した「みんなの甲子園×大事なトコロに赤えんぴつ」を、10 - 12日に「スポーツNews」枠内（影読みのストレートニュース扱い）で放送している。11日（火曜日）には、ロザンの宇治原が「Close Up News」の解説を特別に担当。「出たとこリサーチ」では、通常は相方の菅だけが登場するロケに宇治原が同行した模様を放送した。

## スタッフ
- 制作：奥田信幸（「Newsミント!」、MBS報道局解説委員・番組編集部長→報道局長）
- チーフプロデューサー：木越健太（MBS）
- プロデューサー：岡墻正芳[44]、田中良（「Newsミント!」）、松下宗生（「Newsミント!」などでの報道系特集、いずれもMBS）
- ディレクター：伊藤広（MBS、元・アナウンサー→『ちちんぷいぷい』ディレクター）
- 製作著作：MBS